# Wagenklasse

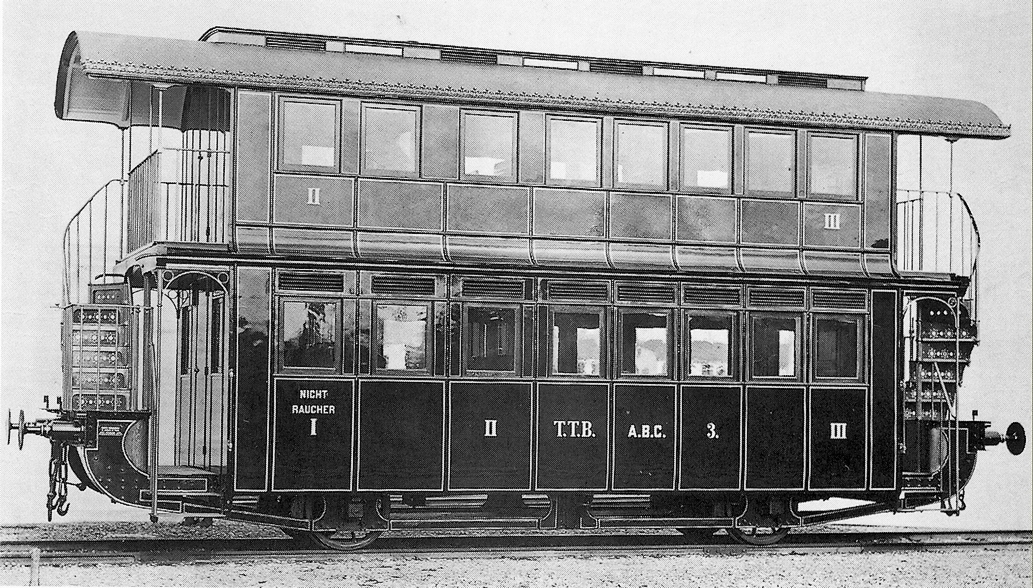
Doppelstockwagen der Tösstalbahn von 1875 mit drei Wagenklassen

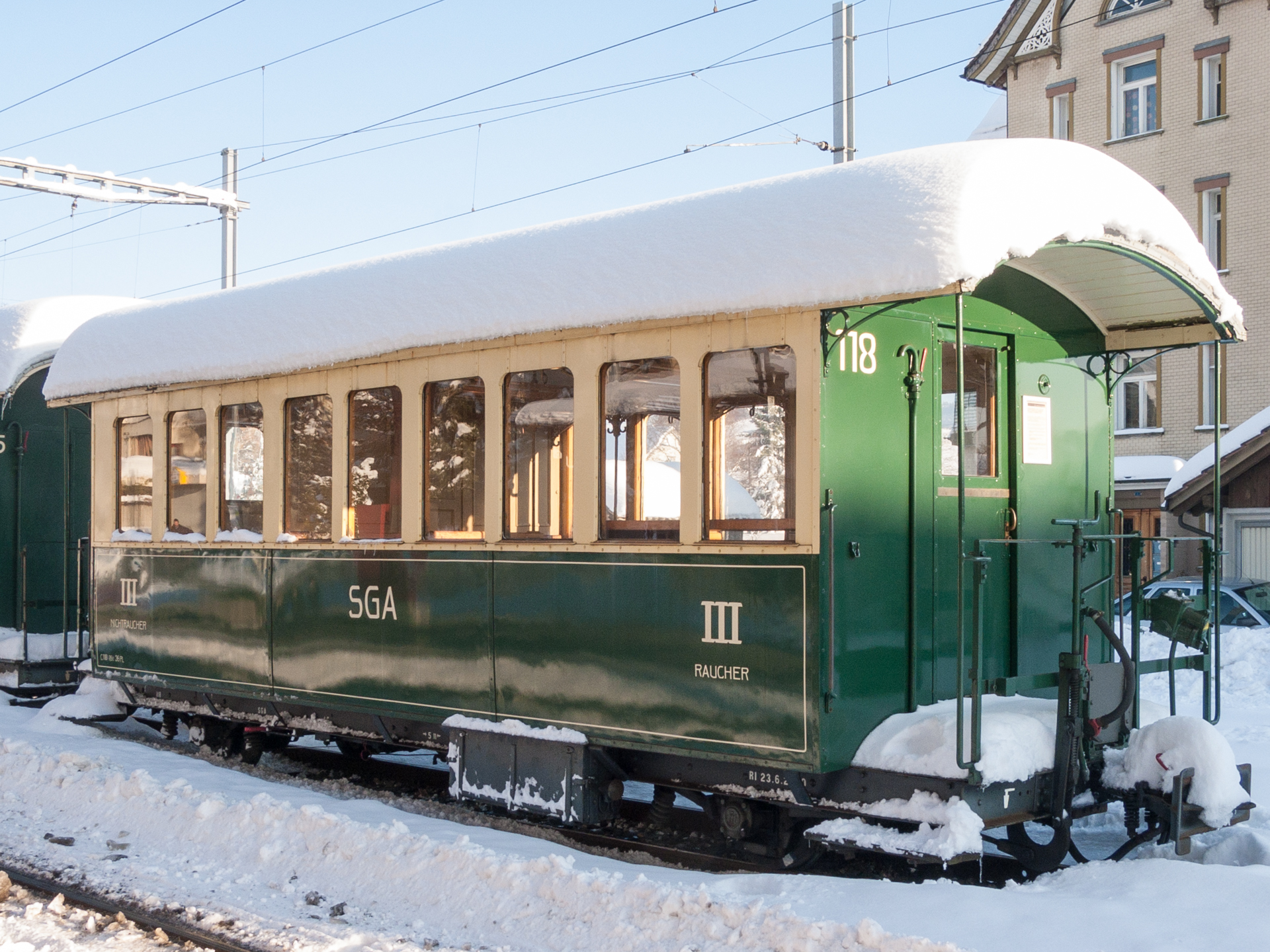
Historischer dritte-Klasse-Wagen der St. Gallen-Gais-Appenzell-Altstätten-Bahn

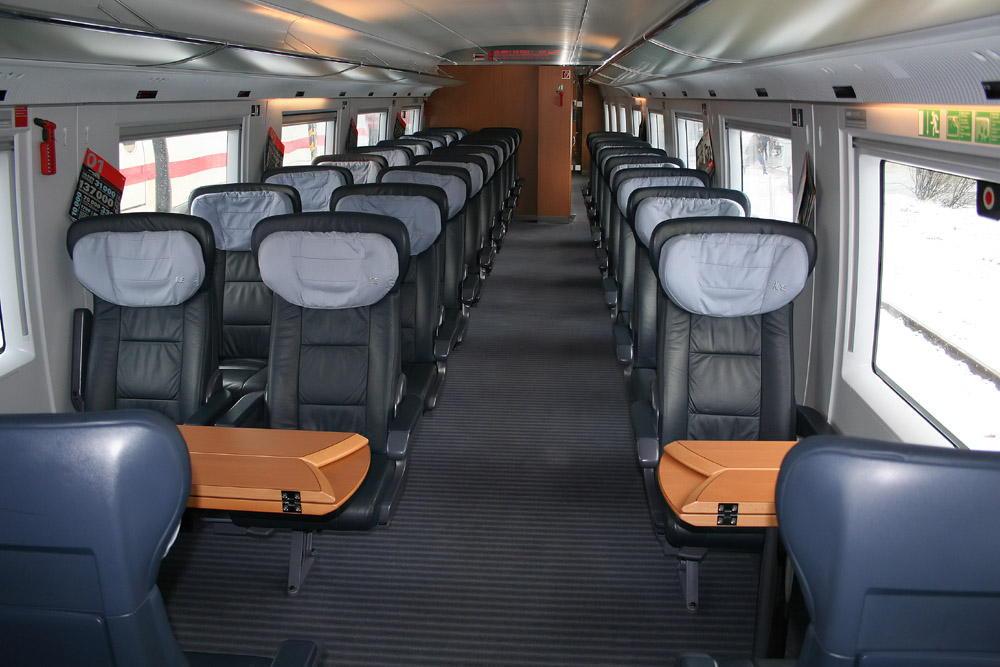
Erste Klasse im ICE 3

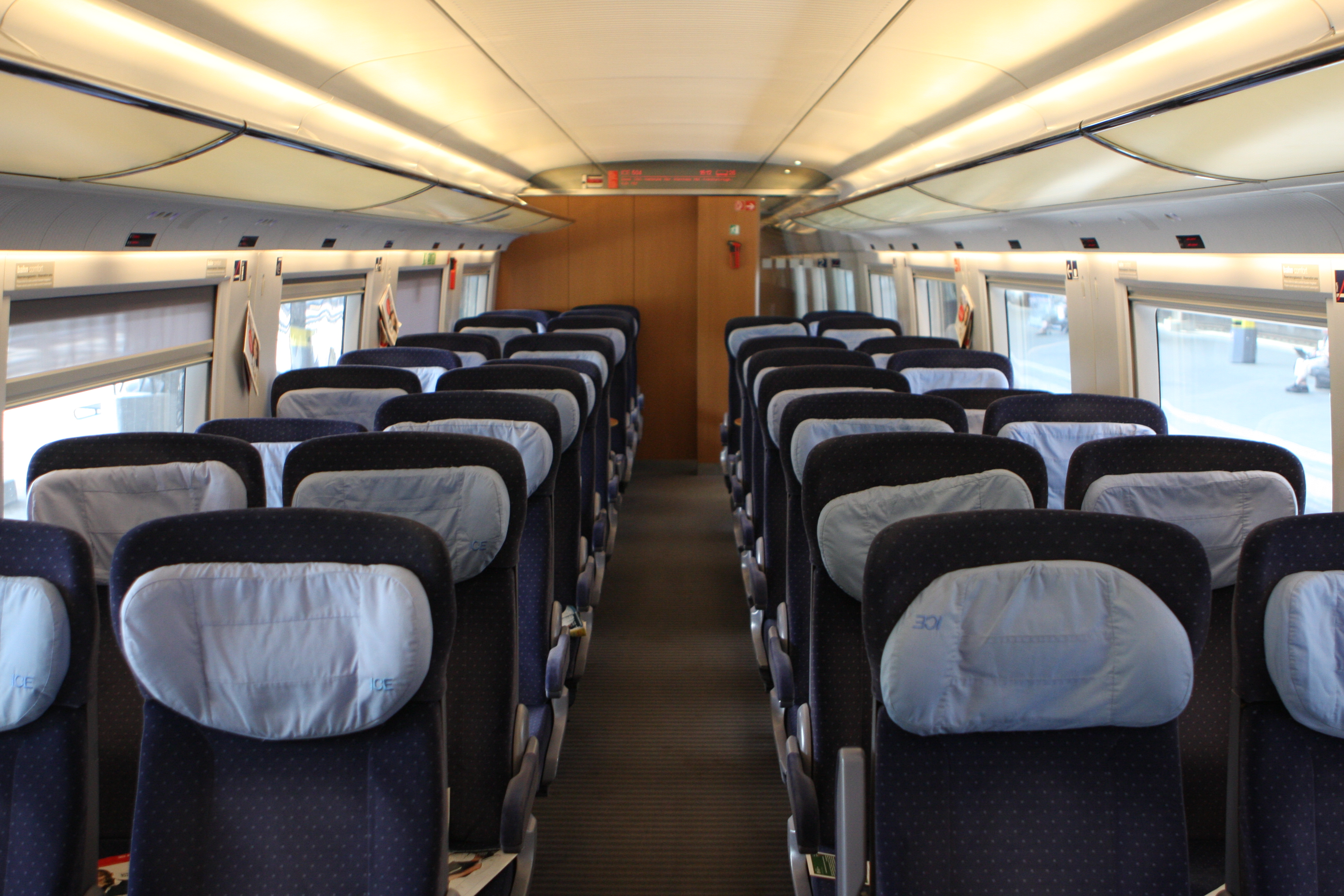
Zum Vergleich: Zweite Klasse im ICE 3

Die Wagenklasse, kurz Klasse, veraltet auch Fahrklasse, historisch Wagenclasse, Classe respective Fahrclasse geschrieben, bezeichnet bei der Eisenbahn den Personentransport in Beförderungsklassen mit einem abgestuften Komfortniveau. Üblicherweise werden die Wagenklassen nummeriert, die 1. Klasse bezeichnet die Klasse mit dem höchsten Komfort.
Die Bezeichnung „Wagenklasse“ rührt daher, dass ursprünglich jeweils ganze Wagen einheitlich ausgestattet waren. Heute gibt es in vielen Zügen Plätze verschiedener Klassen in einem Wagen; in dem Fall wird oft auch einfach verkürzt von Erster Klasse oder Zweiter Klasse gesprochen.
Grenzen alle Wagen der ersten Klasse und alle Wagen der zweiten Klasse aneinander, optional von einem klassenlosen Speisewagen getrennt, so spricht man von einer Blockzugbildung. In Deutschland wurde diese bei der Deutschen Bundesbahn mit der Einführung des zweiklassigen InterCity-Verkehrs Ende der 1970er Jahre eingeführt.

## Allgemeines
Die Unterschiede in den Wagenklassen betreffen unter anderem die Beschaffenheit der Sitze (gepolstert, Leder-, Vis-à-vis- oder Reihensitze), die Beinfreiheit (Abstand der einzelnen Sitze), Abteil- oder Großraumwagen, beheizbare und klimatisierte Wagen, Verstärker für Handys, Ruhezonen, Steckdosen, Tische, Sonnenschutzrollos usw. Darüber hinaus können mit einer Wagenklasse weitere Service-Leistungen verbunden sein, sowohl vor der Reise (spezielle Wartebereiche in Bahnhöfen) als auch im Zug (kostenlose Getränke, Mahlzeiten oder Zeitungen). Von der Wagenklasse (in gemischten Zügen) nicht oder nur bedingt abhängig sind Pünktlichkeit und Schnelligkeit des Zuges, Streckenführung, Beschaffenheit der Bahnhöfe und der Strecke. Je nach Zuggattung (z. B. im Vergleich von ICE mit der Regionalbahn) schwanken Preis, Komfort und Service der Wagenklassen erheblich.
Wagen der ersten Klasse haben eine geringere Kapazität als Wagen der zweiten Klasse, da sie jedem Fahrgast mehr Platz bieten. Außerdem wird oft das Platzangebot der ersten Klasse gegenüber der Nachfrage eher zu groß bemessen – zum Teil bewusst, um mit der weniger besetzten ersten Klasse ein attraktiveres Angebot zu bieten.
Aus Sicht der Betriebswirtschaftslehre ist die Unterteilung in Wagenklassen ein Ansatz sowohl zur Preisdifferenzierung als auch zur Produktdifferenzierung.

## Situation in Europa

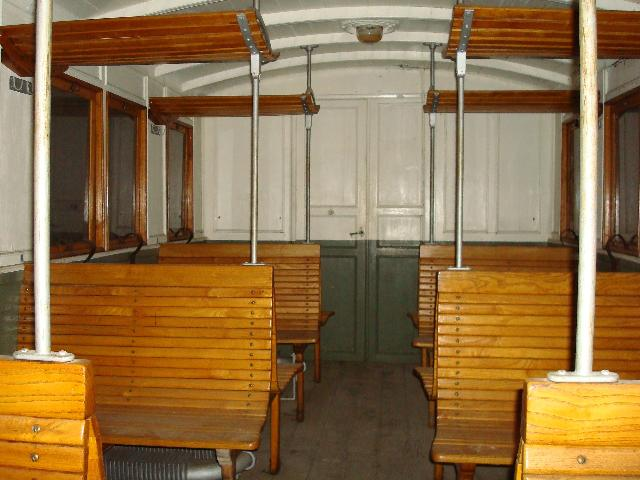
Beispiel der alten 3. Klasse des Régional des Brenets RdB von 1890 in der Schweiz

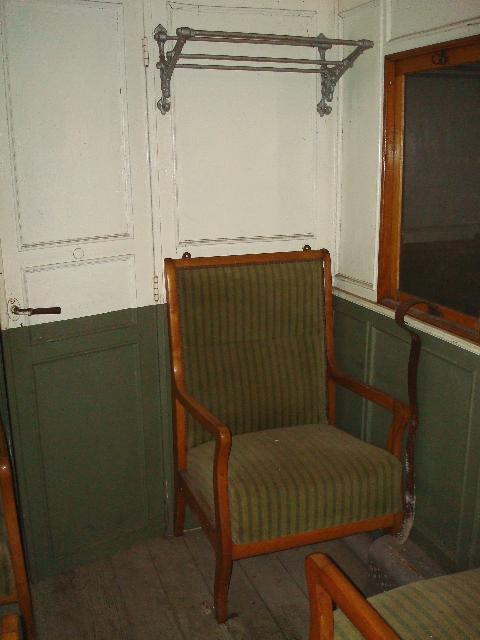
Beispiel der alten 2. Klasse des Régional des Brenets von 1890 in der Schweiz

Aufgrund der Beschlüsse der Europäischen Reisezugfahrplankonferenz von 1955 wurde zum 3. Juni 1956 mit dem Beginn des Sommerfahrplans das heute in Europa den Standard bildende Zweiklassen-System eingeführt. Die alte erste Klasse wurde abgeschafft, die zweite Klasse in „erste Klasse“, die alte dritte Klasse in „zweite Klasse“ umbenannt. Nur in Portugal, Spanien, Italien, Griechenland und der Türkei blieb das alte Dreiklassensystem noch einige Jahre erhalten. Die alte erste Klasse wurde schon vor 1956 in immer weniger Zügen, in der Regel nur noch in internationalen Verbindungen, angeboten.
Bereits mit der Einführung der Trans-Europ-Express-Züge 1957 wurde das Platzangebot in der „neuen“ ersten Klasse im Fernverkehr ungefähr dem der „alten“ ersten Klasse angeglichen und um moderne Errungenschaften wie Klimaanlage ergänzt. Der Standard einiger herausragender Luxuszüge wie des Orient-Express von 1928 oder der Pullman-Züge der CIWL wurde allerdings nicht wieder erreicht, und die neu beschafften Wagen erster Klasse für gewöhnliche Schnellzüge entsprachen eher der alten zweiten Klasse. Auch die zweite Klasse wurde in vielen Ländern aufgewertet (Polstersitze statt Holzsitze in neuen oder modernisierten Wagen, teilweise sechs statt acht Sitzplätze pro Abteil). Bei älteren Wagen wurde allerdings auf eine Modernisierung verzichtet. Einige Bahnen im Ostblock, aber auch in Frankreich, behielten zunächst achtplätzige Abteile im Interesse der höheren Beförderungskapazität bei.

### Hochgeschwindigkeitsverkehr
Im Zuge des Hochgeschwindigkeitsverkehrs wurde das Dreiklassensystem zum Teil wieder eingeführt, die italienische Staatsbahn hat im Frecciarossa sogar ein Vierklassensystem eingeführt.
In Spanien wurden 1992 nach dem Vorbild des Luftverkehrs die drei Klassen in den Hochgeschwindigkeitszügen S-100 (AVE), S-102 (Talgo 350) und S-103 (Siemens Velaro) „Club“, „Preferente“ und „Turista“ genannt. Hierbei wird für die „Preferente“-Klasse ein Aufpreis von 50 % und für die „Club“-Klasse 80 % gegenüber dem Fahrpreis der „Turista“-Klasse verlangt.
Auch die Eurostar-Züge durch den Kanaltunnel zwischen Großbritannien und Frankreich bieten seit September 2005 ein Dreiklassensystem an. In der „Standard“-Klasse gibt es einen Bar- und Buffet-Service, in der „Leisure Select“-Klasse werden Champagner und ein Drei-Gänge-Menü am Platz serviert, und in der „Business Premier“-Klasse werden unter anderem zusätzlich ein Express-Check-in und Zugang zu den Business-Lounges mit drahtlosem Internetzugang gewährt.
Auch im 2008 eingeführten ÖBB-Railjet-Zug sind drei Wagenklassen vorhanden. Diese werden dort Business, First und Economy genannt, wobei die „Business“ und „First“ genannten Klassen tariflich der ersten Klasse gleichgestellt sind und für die Business-Klasse zusätzlich noch ein spezieller Zuschlag erhoben wird (hier ist also anders als im Flugverkehr „Business“ die höchste Klasse). Der „Economy“-Tarif entspricht dem Zweite-Klasse-Tarif.

### Deutschland

#### Geschichte

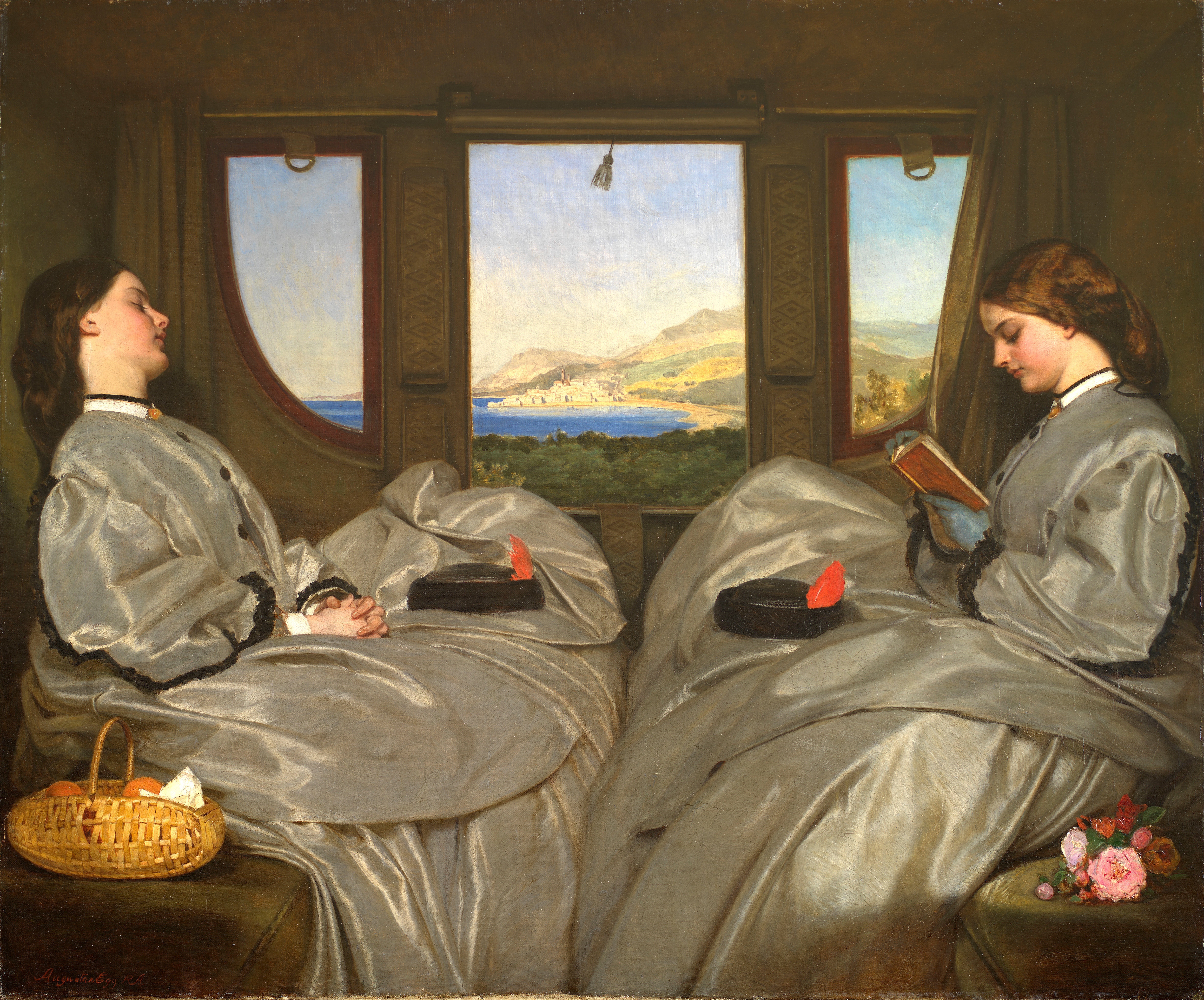
Komfortniveau im Jahr 1862

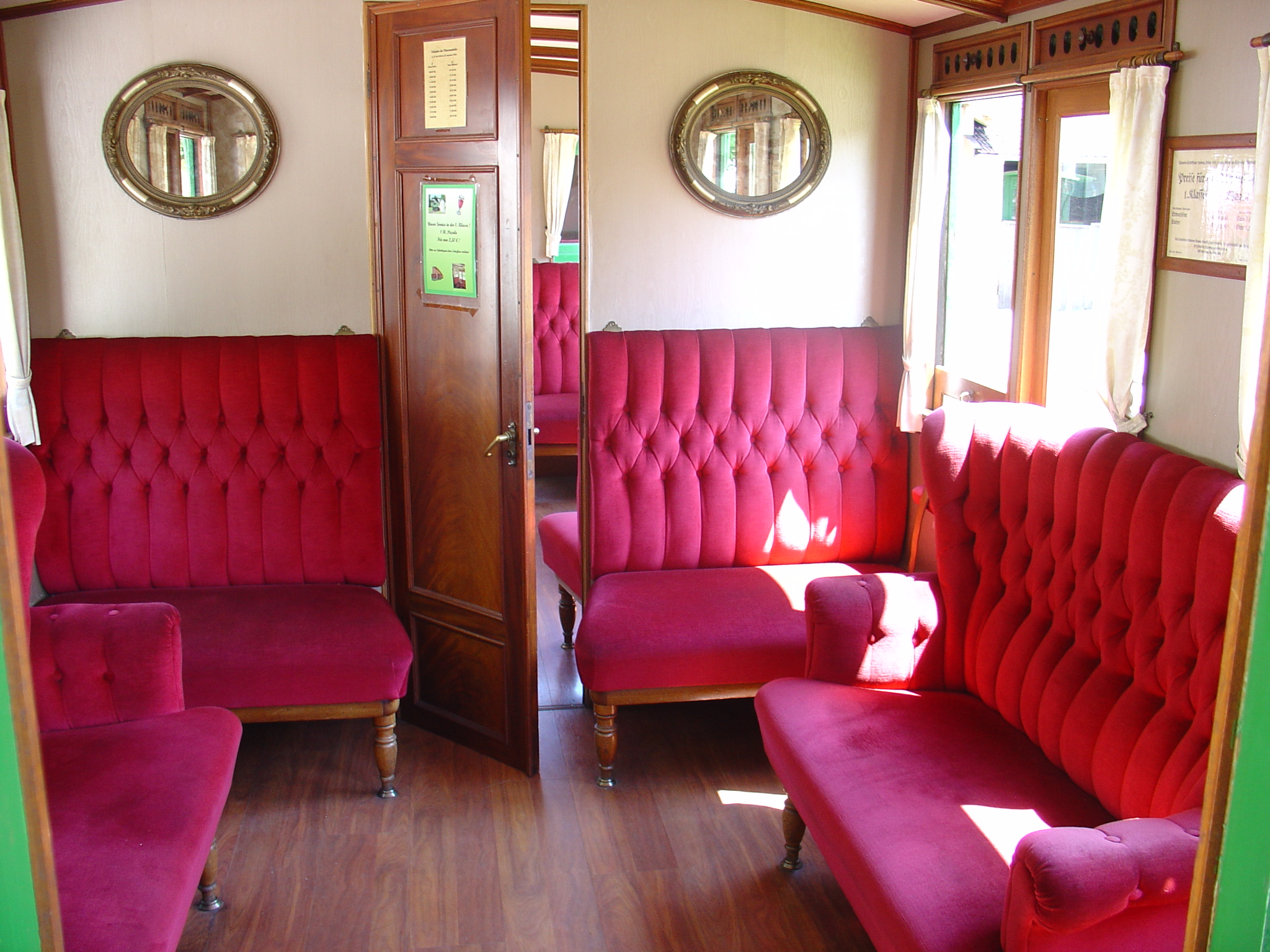
Beispiel der alten 1. Klasse der Chiemsee-Bahn von 1887 in Deutschland

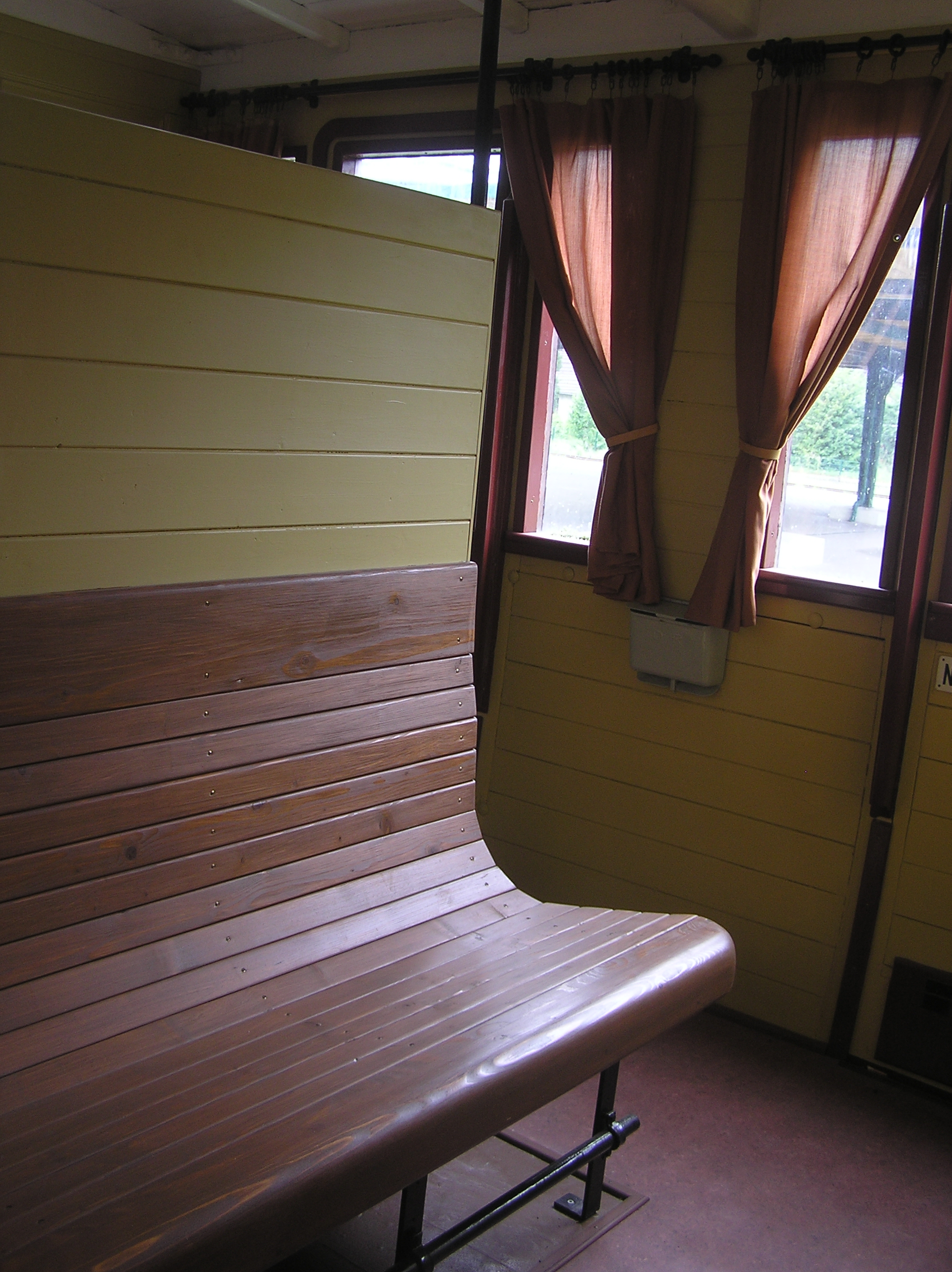
Blick ins Abteil 3. Klasse „Holzklasse“

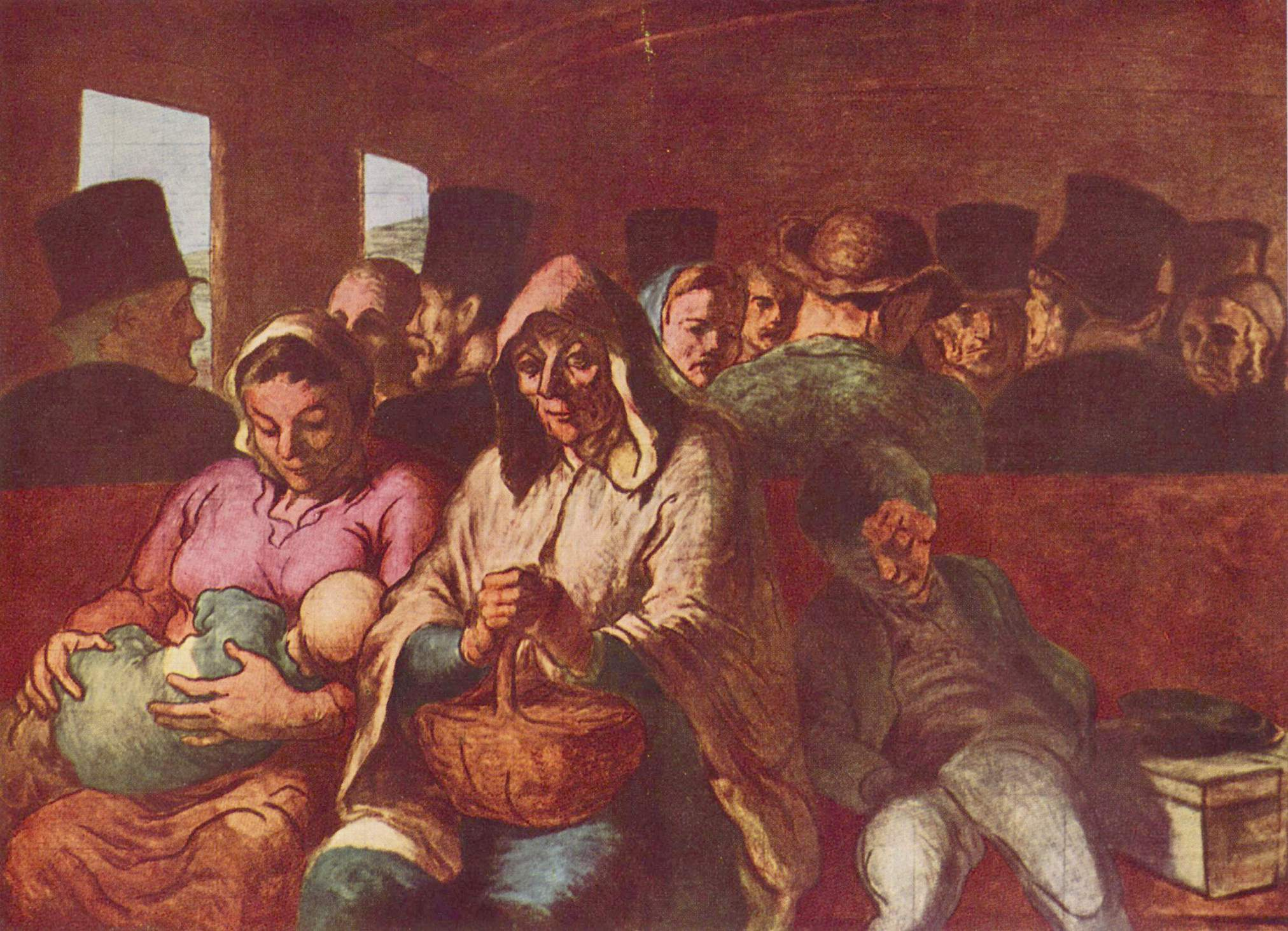
3. Klasse (von Honoré Daumier)

##### Von der Postkutsche zur Eisenbahn
Der Bahnbetrieb in Deutschland begann im 19. Jahrhundert in der Regel mit Sitzplatzangeboten der ersten, zweiten und dritten Wagenklasse.
Die Einteilung in Klassen war in der Ständegesellschaft des 19. Jahrhunderts selbstverständlich. Erste und zweite Klasse entsprachen in der Ausstattung den Innenplätzen, die dritte Wagenklasse – zunächst meist noch offen – den Außensitzen der bisherigen Postkutsche. Die Tarife der Bahn lagen aber, weil sie ein viel größeres Sitzplatzangebot als jede Postkutsche bot, selbst in der ersten Klasse weit unter dem, was ein Platz in der Postkutsche kostete. Das führte zur relativ schnellen Verdrängung des älteren durch das jüngere Verkehrsmittel überall dort, wo das Fahrgastaufkommen den Bau einer Eisenbahn wirtschaftlich rechtfertigte.

##### Die Einführung der vierten Klasse (1852)
In Preußen verkehrten 1852 erstmals Personenzüge mit Wagen der vierten Klasse, um Geringverdienern das Bahnfahren zu ermöglichen. Diese Eisenbahnwagen waren spartanisch ausgestattet: Bänke gab es darin nur an den Seitenwänden, quer zur Fahrtrichtung, ansonsten waren nur Stehplätze vorhanden. Später wurden auch einfache Lattenbänke zum Sitzen installiert. Zunächst waren auch viele Wagen der vierten Klasse noch Sommerwagen ohne Fenster und teilweise auch ohne Dach.
Die vierte Wagenklasse setzte sich langsam bei allen preußischen Eisenbahngesellschaften durch:
- 1862 bei der Breslau-Schweidnitz-Freiburger Eisenbahn-Gesellschaft
- 1863 bei der Berlin-Stettiner Eisenbahn-Gesellschaft,[7] versuchsweise ab 1861[8]
- 1865 bei der Berlin-Potsdam-Magdeburger Eisenbahn-Gesellschaft
- 1867 bei der Hannöverschen Staatsbahn

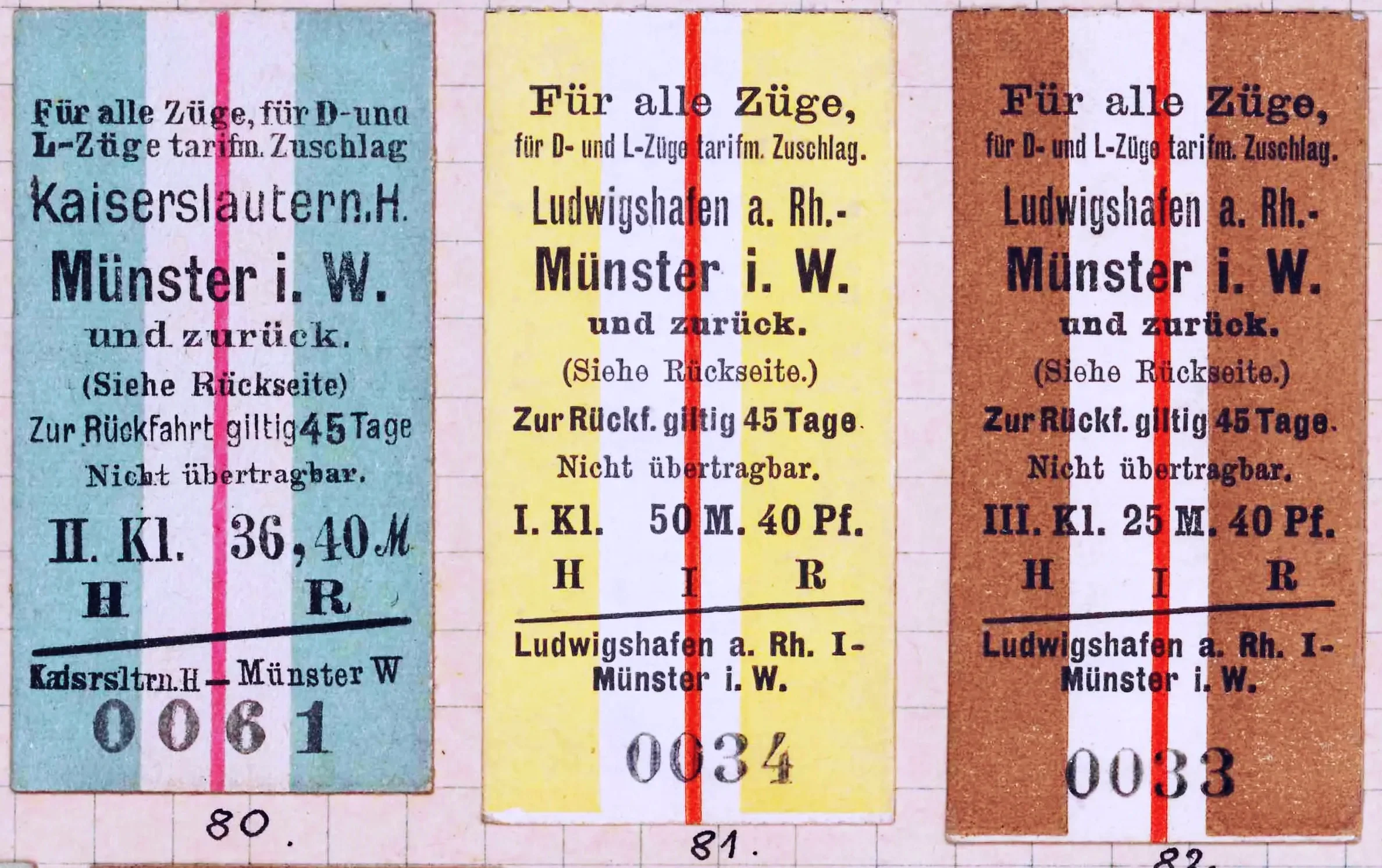
Die Farben der Fahrkerten waren überall gelb (1.), blau (2.) und braun (3.), für die 4. Klasse meist blaugrau

Insbesondere nach der Einführung der Fahrkartensteuer am 1. August 1906 stieg die Anzahl der Fahrgäste in der vierten Wagenklasse um acht Prozent, während in den übrigen Klassen deutlich weniger Fahrkarten verkauft wurden.
Zum Fahrplanwechsel am 1. Mai 1907 wurde in Süddeutschland (Elsass-Lothringen, Pfalz und Württemberg) auf Druck Preußens ebenfalls die vierte Klasse eingeführt.

##### Weitere Entwicklung

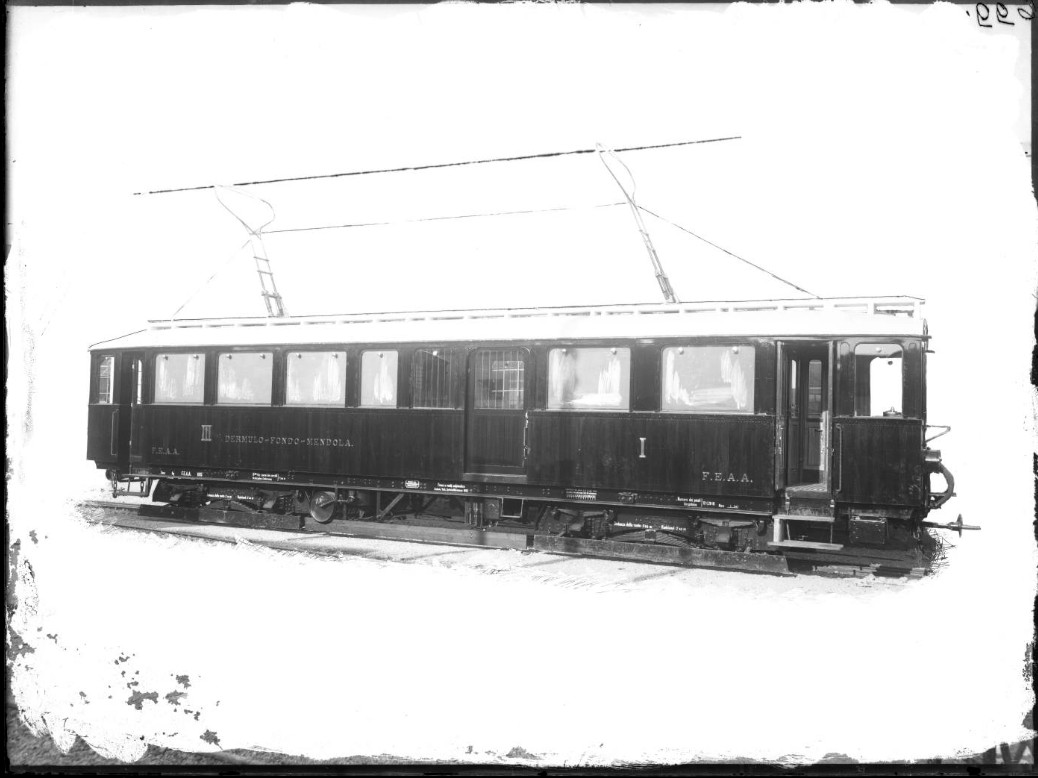
Nicht immer sind die Wagenklassen fortlaufend, so bot die Lokalbahn Dermulo–Mendel ihren Fahrgästen beispielsweise eine I. und eine III. Klasse aber keine II. an, ebenso die Rittner Bahn

Mit dem Aufkommen des Autos und der schwindenden Bedeutung ständischer Differenzierung am Ende des 19. und Anfang des 20. Jahrhunderts schwand die Nachfrage nach der ersten Klasse, so dass sie zunächst in den unteren Zuggattungen, die überwiegend dem Lokal- und Regionalverkehr dienten, aufgegeben wurde.

Die dritte Klasse wies bis 1935 in Deutschland ausschließlich Holzbänke auf, weshalb sie auch als Holzklasse bezeichnet wurde, eine Bezeichnung, die umgangssprachlich auch für andere Produkt-Angebote mit einfachem Standard Verwendung fand.
Mit dem Beginn des Sommerfahrplanabschnittes am 3. Juni 1956 wurde bei allen UIC-Mitgliedsbahnen die ohnehin nur noch in wenigen Zügen angebotene erste Klasse abgeschafft. Die bisherige zweite Wagenklasse wurde zur ersten, die bisherige dritte zur zweiten.
Technische Neuerungen, die dem Komfort der Fahrgäste dienen, wurden zunächst in den höheren Klassen, ab 1956 in der ersten Klasse eingeführt; beispielsweise Beleuchtung, Heizung und später Klimaanlage.

##### Zwischenkriegszeit

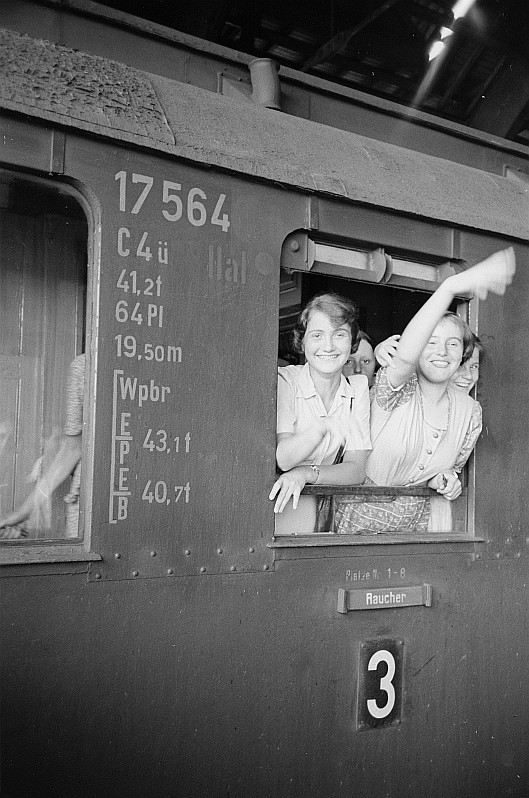
3. Klasse (1952)

Als Standard galt damals, dass in einem Abteil der ersten Klasse vier, in einem der zweiten Klasse sechs und in einem der dritten Klasse acht Sitzplätze angeboten wurden.
Die Luxuszüge bestanden nur aus Wagen der ersten und – seit den 1920er Jahren – auch der zweiten Klasse sowie Schlaf- und Speisewagen. Schnellzüge führten in der Regel die drei oberen Klassen, Personenzüge und Eilzüge nach dem Ende des Ersten Weltkriegs alle Klassen außer der Ersten. Die Beschleunigten Personenzüge (BP) der Deutschen Reichsbahn ermöglichten zwischen 1922 und 1928 umsteigefreie Fahrten quer durch Deutschland in der zweiten, dritten und vierten Wagenklasse.
Angesichts der wirtschaftlichen Notlage reiste die Mehrheit der Fahrgäste in der preisgünstigen vierten Wagenklasse, bis diese mit dem Fahrplanwechsel am 7. Oktober 1928 abgeschafft wurde. Die Abschaffung der vierten Klasse wurde nicht etwa durch einen sozialen Aufstieg weniger Begüterter oder eine sinkende Nachfrage nach Fahrkarten der vierten Klasse begünstigt. Die „Stehklasse“ war vielmehr gesellschaftsfähig geworden. Personen, die dienstlich nur Polsterklassen benutzten, fanden es nicht mehr anstößig, für Fahrten, die sie privat zahlen mussten, die vierte Klasse zu wählen. Die Abschaffung der vierten Klasse sollte also der Einnahmeverbesserung der Bahn dienen. Dazu wurde die vierte Klasse der dritten Klasse gleichgestellt und etliche vormalige Vierte-Klasse-Wagen als Traglastenabteile der dritten Klasse angeboten. Da sich so die Preise für die billigste Bahnreise verdoppelten, wurden die Kontrolleure an der Bahnsteigsperre von zeitgenössischen Karikaturen als Räuber gezeichnet, die den Fahrgästen das Geld aus der Brieftasche zogen. In den nach dem Ersten Weltkrieg polnisch gewordenen ehemaligen Teilen Preußens wurde die vierte Klasse noch bis 1934 beibehalten (Übergang zum Zwei-Klassen-System 1956: siehe oben). Die Reisenden vornehmlich der Holzklasse hatten die Möglichkeit, sich zum Preis von einer Reichsmark für die Fahrt ein Siesta-Kissen (bzw. nach der Übernahme der Firma Siesta durch die Mitropa im Jahr 1928 ein Reisekissen) zu mieten. 1928 wollte die Deutsche Reichsbahn auch die von nur wenigen Fahrgästen genutzte 1. Klasse abschaffen, was aber nur in den Zügen möglich war, die ausschließlich im Inland verkehrten. In den internationalen Verbindungen wurde sie mit Rücksicht auf die angrenzenden Bahnen beibehalten.
|      | Bef. Pers. | Verteilung (in %) | Verteilung (in %) | Verteilung (in %) | Verteilung (in %) |
| Jahr | (in Mio.)  | 1. Kl.            | 2. Kl.            | 3. Kl.            | 4. Kl.            |
| ---- | ---------- | ----------------- | ----------------- | ----------------- | ----------------- |
| 1913 | -          | 0,13              | 7,59              | 42,00             | 50,28             |
| 1925 | 2106       | 0,04              | 5,31              | 32,81             | 61,84             |
| 1926 | 1819       | 0,04              | 4,89              | 33,01             | 62,06             |
| 1927 | 1909       | 0,03              | 4,47              | 31,55             | 63,95             |
| 1928 | 2009       | 0,03              | 5,15              | 94,82             | -                 |
| 1929 | 1980       | 0,03              | 7,07              | 92,90             | -                 |
| 1930 | 1829       | 0,03              | 6,35              | 93,62             | -                 |
| 1931 | 1578       | 0,02              | 5,54              | 94,44             | -                 |
| 1932 | 1305       | 0,02              | 4,79              | 95,19             | -                 |
| 1933 | 1241       | 0,01              | 4,41              | 95,58             | -                 |

|      | Pers.-Km. | Verteilung (in %) | Verteilung (in %) | Verteilung (in %) | Verteilung (in %) |
| Jahr | (in Mio.) | 1. Kl.            | 2. Kl.            | 3. Kl.            | 4. Kl.            |
| ---- | --------- | ----------------- | ----------------- | ----------------- | ----------------- |
| 1913 | -         | 0,90              | 10,09             | 44,32             | 44,69             |
| 1925 | 48950     | 0,39              | 7,23              | 34,30             | 58,08             |
| 1926 | 42922     | 0,40              | 6,43              | 33,69             | 59,48             |
| 1927 | 45548     | 0,42              | 5,98              | 31,69             | 61,91             |
| 1928 | 47649     | 0,44              | 6,77              | 92,79             | -                 |
| 1929 | 47088     | 0,40              | 8,90              | 90,70             | -                 |
| 1930 | 43298     | 0,40              | 8,55              | 91,05             | -                 |
| 1931 | 36912     | 0,33              | 7,32              | 92,35             | -                 |
| 1932 | 30811     | 0,25              | 6,36              | 93,39             | -                 |
| 1933 | 30117     | 0,22              | 6,04              | 93,74             | -                 |

|      | Einnahmen    | Anteil (in %) | Anteil (in %) | Anteil (in %) | Anteil (in %) |
| Jahr | (in Mio. RM) | 1. Kl.        | 2. Kl.        | 3. Kl.        | 4. Kl.        |
| ---- | ------------ | ------------- | ------------- | ------------- | ------------- |
| 1913 | 904          | 2,88          | 17,15         | 45,10         | 34,87         |
| 1925 | 1431         | 1,48          | 13,69         | 39,21         | 45,62         |
| 1926 | 1320         | 1,45          | 12,38         | 38,22         | 47,95         |
| 1927 | 1380         | 1,55          | 11,86         | 36,73         | 49,86         |
| 1928 | 1443         | 1,62          | 13,03         | 85,35         | -             |
| 1929 | 1423         | 1,62          | 15,42         | 82,96         | -             |
| 1930 | 1346         | 1,60          | 14,80         | 83,68         | -             |
| 1931 | 1150         | 1,35          | 12,54         | 86,21         | -             |
| 1932 | 901          | 0,82          | 10,70         | 88,48         | -             |
| 1933 | 846          | 0,71          | 10,00         | 89,29         | -             |

#### Merkmale der Wagenklassen heute

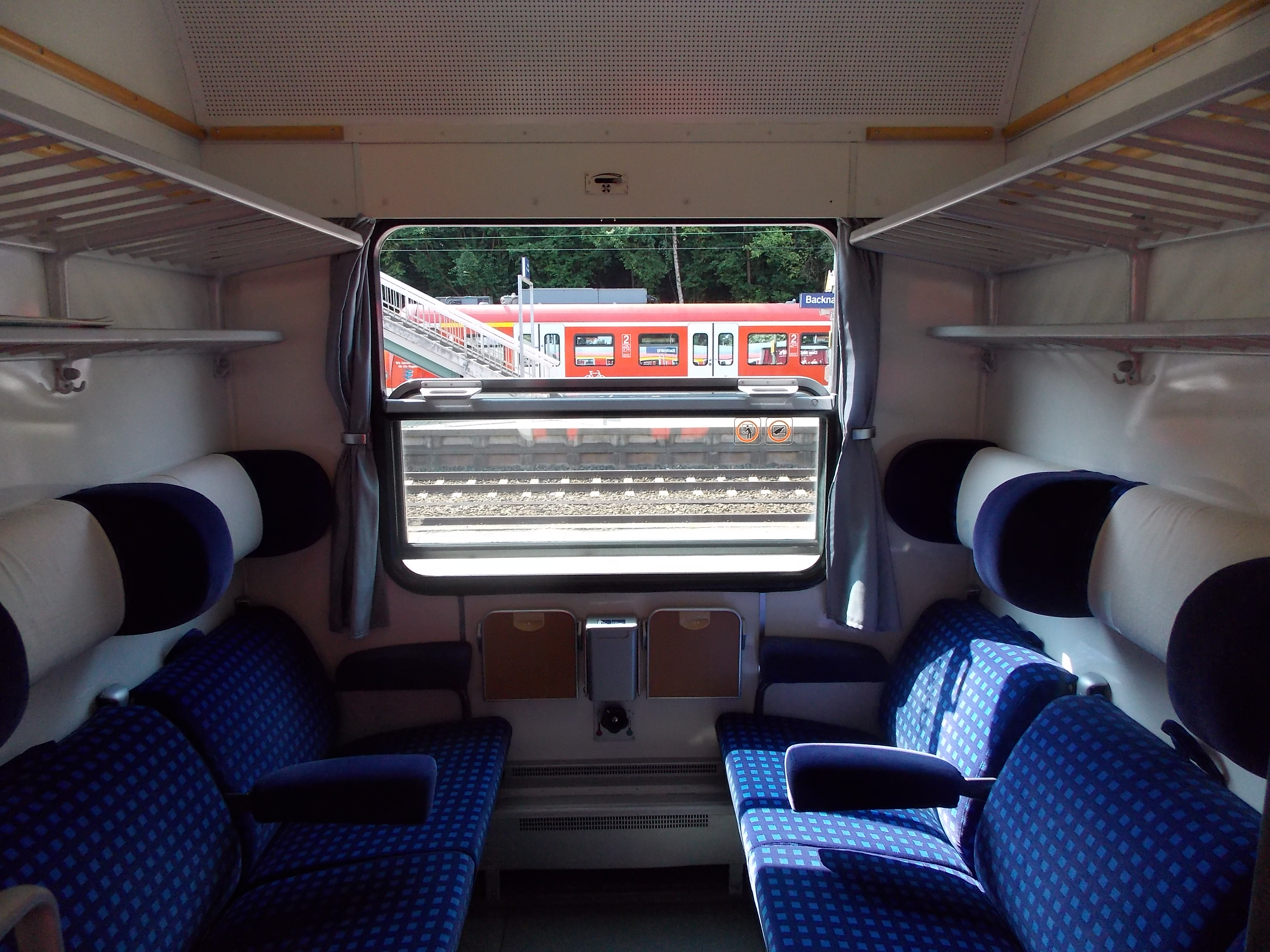
Erste Klasse eines n-Wagens, teilmodernisiert

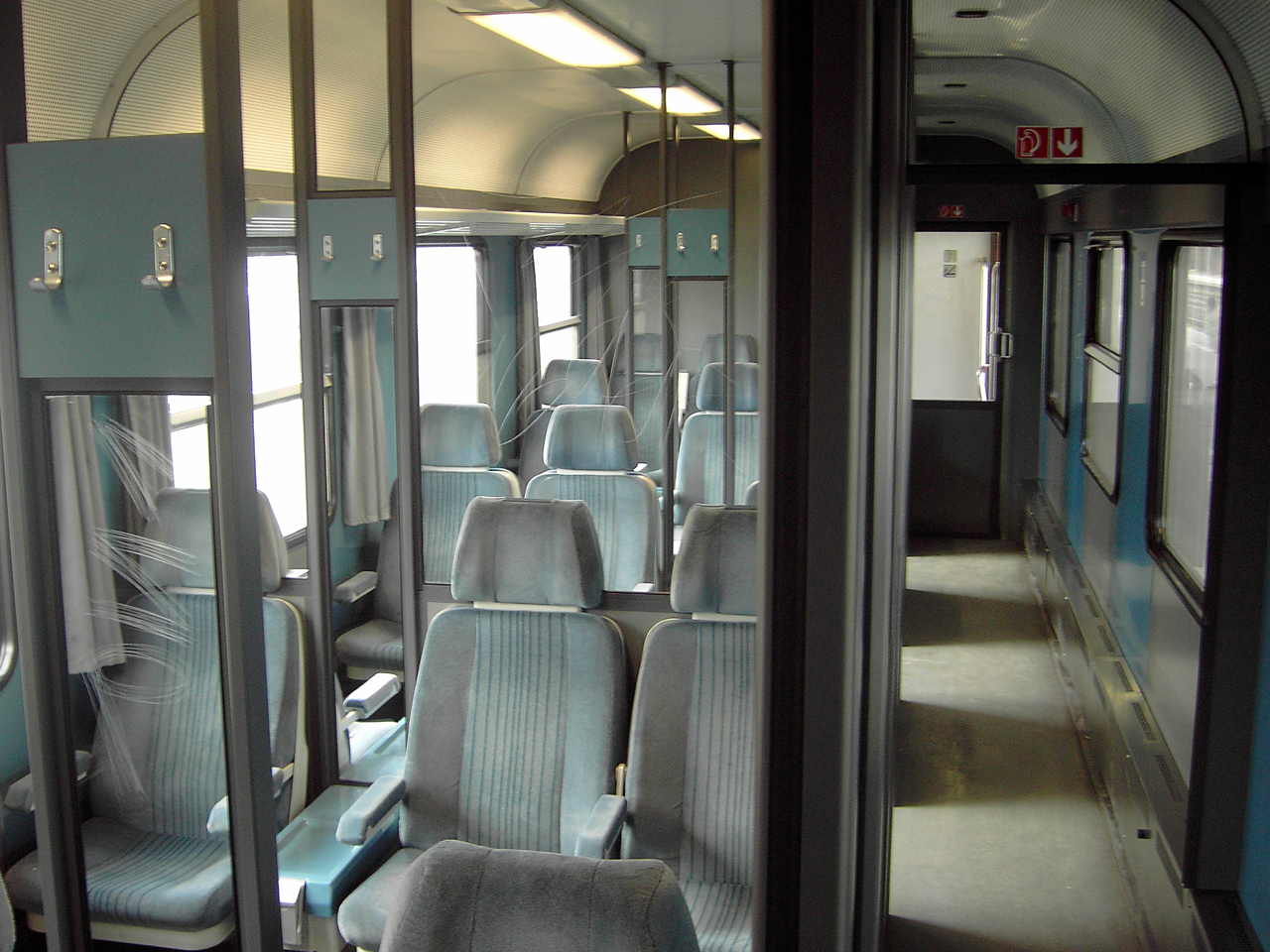
Erste Klasse eines n-Wagens, vollmodernisiert im OFV-Design

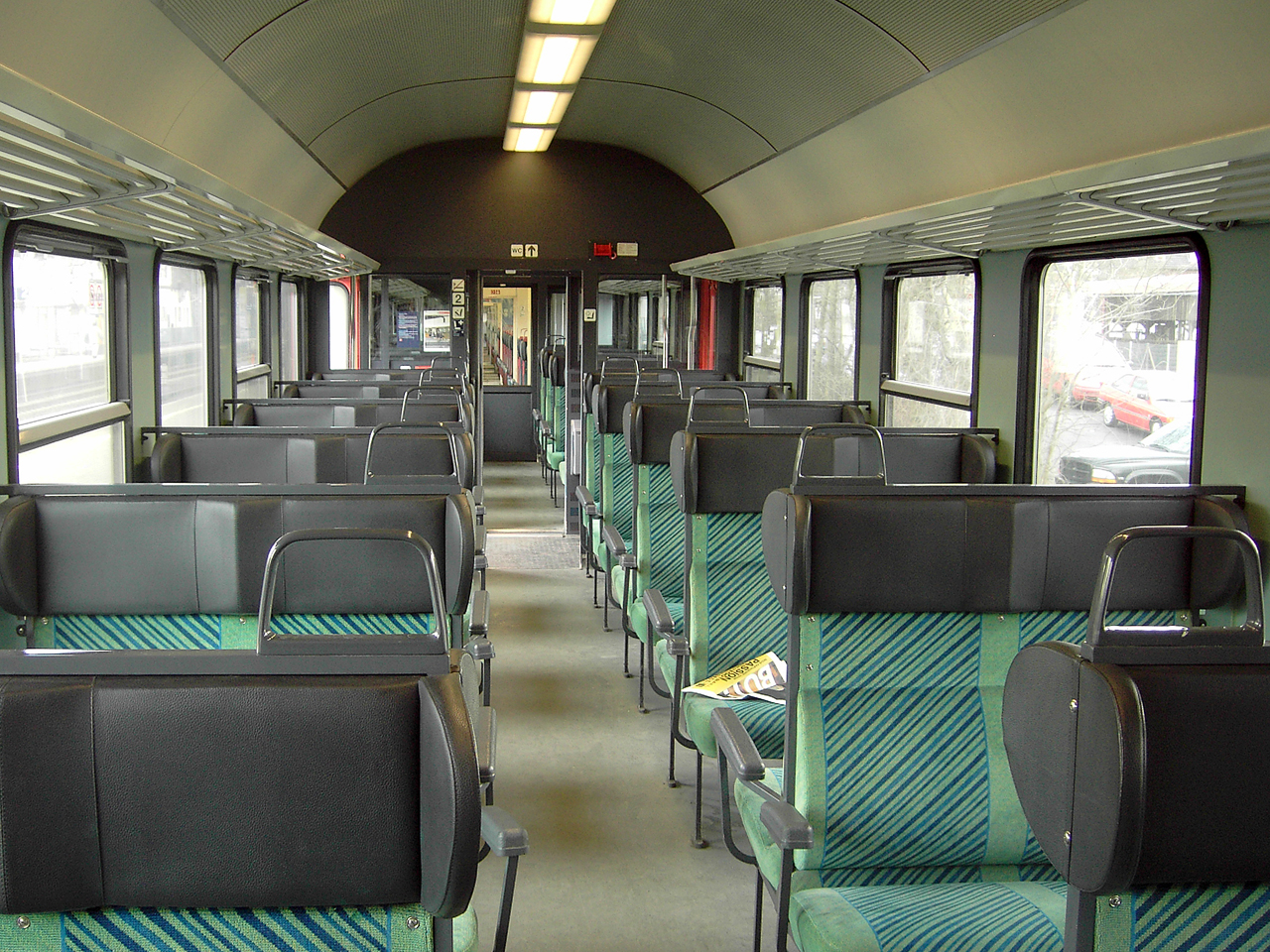
Zum Vergleich die zweite Klasse des gleichen Wagentyps

##### Fernverkehr
Die Deutsche-Bahn-Tochter DB Fernverkehr bietet heute generell die erste und zweite Wagenklasse an. Hingegen verkehrten bis 1979 der Intercity, bis 1988 der Trans-Europ-Express und bis 1992 der Messe-Schnellzug nur mit der ersten Wagenklasse, letztere beiden Zuggattungen wurden danach ganz abgeschafft. Merkmale der ersten Klasse sind, neben bequemeren Sitzen mit größerem Sitzabstand als in der zweiten Klasse, unter anderem die kostenlose Benutzung der DB Lounge mit Fahrkarten im Tarif Flexpreis an großen Bahnhöfen, kostenlose Sitzplatzreservierungen beim Flexpreis, Bedienung am Platz sowie spezielle Erste-Klasse-Schalter in Reisezentren an ausgewählten Bahnhöfen. Zusätzlich gab es im ICE Sprinter bis zum 15. Juni 2014 kostenlose Getränke und Imbiss oder Frühstück. Der Anteil der Sitzplätze der ersten Klasse beträgt im Schnitt 20 Prozent der Gesamtsitzkapazität, was immer noch großzügig bemessen ist.

##### Nahverkehr

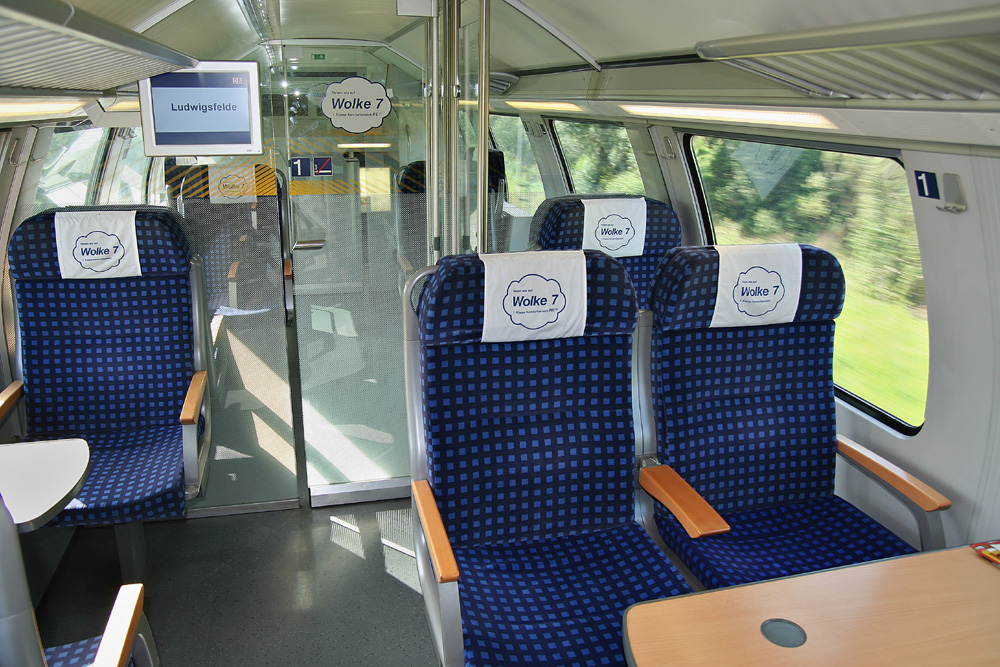
Erste-Klasse-Bereich „Wolke 7“ im RE160-Doppelstockwagen.

Im Nahverkehr unterscheiden sich heute erste und zweite Klasse teilweise kaum mehr. In manchen Nahverkehrszügen weicht die erste Klasse nur durch die Farbe der Polster von der zweiten ab. Dies gilt insbesondere für die Triebzüge der DB-Baureihe 423/424/425/426. Die erste Klasse wird zusätzlich nur durch eine Glastür von der zweiten Klasse getrennt. Es zeigen sich allerdings im Detail mehr Unterschiede. So haben beispielsweise die neuen Doppelstockwagen in der ersten Klasse eine „2+1“-Bestuhlung, verstellbare Sitze, Klapptische und Fußablagen, während die Wagen älterer Bauarten nicht über diese Merkmale verfügen. Teilweise werden in neuen Zügen sogar Echtledersitze in der ersten Klasse eingebaut, sofern dies vom Besteller gewünscht wird (z. B. Talent 2 des Franken-Thüringen-Express). In einstöckigen Nahverkehrswagen ist die erste Klasse mit Einzelsitzen ausgeführt, während die zweite Klasse hier in Großraumabteilen in der Regel mit Sitzbänken ausgestattet ist. Teilweise sind noch Nahverkehrswagen unterwegs, die Abteile in der ersten Klasse haben. Darüber hinaus haben oft auch Verkleidungsteile andere Farben, die meist gut mit den jeweiligen Polsterfarben harmonieren. Es gibt auch Nahverkehrszüge, die nur die zweite Klasse aufweisen. So hatte die S-Bahn Hamburg lange ein großes Platzangebot in der Komfortklasse, da diese gut frequentiert wurde, weil einige Zeitkarten und die „Hamburg-Card“ die Benutzung der ersten Klasse ermöglichten, zudem konnte nach Gründung des Hamburger Verkehrsverbundes (HVV) ab Mitte der 1960er Jahre das hier vorhandene Schnellbussystem mitgenutzt werden. Inzwischen wurden dort jedoch die erste Klasse bei der Gleichstrom-S-Bahn und später auch das Schnellbussystem abgeschafft.

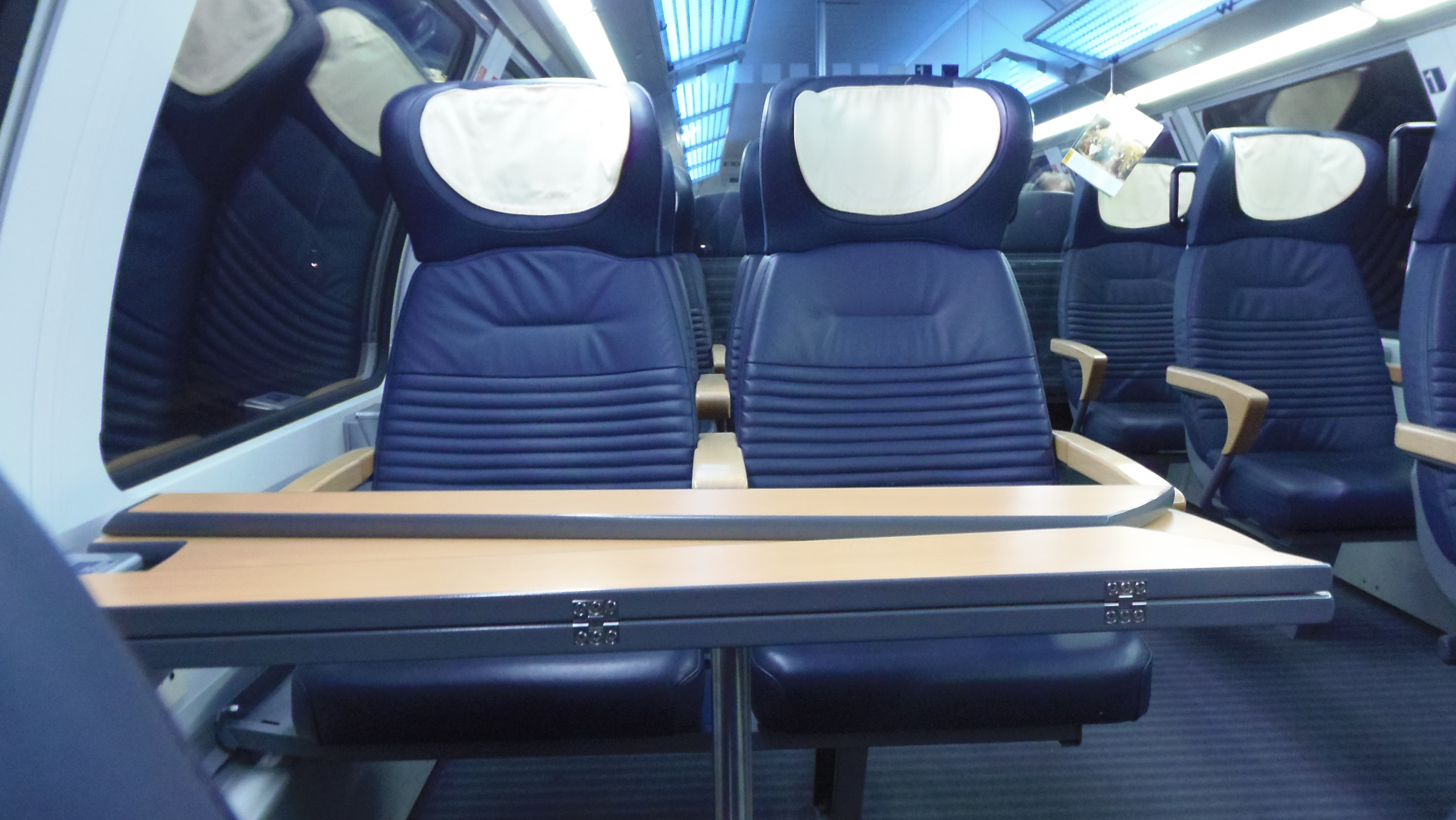
Erste Klasse eines aktuellen Bombardier-Doppelstockwagens

Ein weiteres Beispiel sind die RegioShuttles von Stadler, die aufgrund des niedrigen Platzangebots meist keine 1. Klasse führen.
Wenn Wagen außerplanmäßig ersetzt werden oder Zusatzzüge geführt werden, kommt manchmal eine provisorische Umwidmung zur zweiten Klasse mit Papierschildern vor. Da sich früher im Nahverkehr häufig ein Vermerk mit „nur 2. Klasse“ im Fahrplan befand, erübrigte sich dadurch die provisorische Umbezeichnung. Ein bemerkenswertes Beispiel war in einigen deutschen ICE-1-Garnituren zu finden, wo Erste-Klasse-Wagen der Baureihe 801 umbeschriftet und als Zweite-Klasse-Wagen eingesetzt werden, weil zu wenige Wagen der zweiten Klasse beschafft wurden. Der umgekehrte Fall, dass Wagen der niederen Komfortstufe zur ersten Klasse hochgestuft werden, ist nur äußerst selten bei akutem Wagenmangel zu finden.
Bei einer sehr starken Überbelastung der Züge, beispielsweise im Berufsverkehr, kann die 1. Klasse durch das Zugpersonal freigegeben werden, um so eine Beförderung aller oder zumindest von mehr Fahrgästen zu ermöglichen.

#### Eisenbahn-Tarife in Deutschland

##### Ca. 1880 bis 1928
- 1. Klasse: 8,0 Rpf/km
- 2. Klasse: 6,0 Rpf/km
- 3. Klasse: 4,0 Rpf/km
- 4. Klasse: 2,0 Rpf/km

##### Ab 1935
- 1. Klasse: 8,7 Rpf/km
- 2. Klasse: 5,8 Rpf/km
- 3. Klasse: 4,0 Rpf/km

##### Ab 1964 (Deutsche Bundesbahn)
- 1. Klasse: 12 Pf/km
- 2. Klasse: 8 Pf/km

##### Deutsche Reichsbahnin derDDR
- 1. Klasse: 11,6 Pf/km
- 2. Klasse: 8 Pf/km

##### Ab 1994 (Deutsche Bahn AG)
Zum Fahrplanwechsel im Dezember 2007 erhöhte die Deutsche Bahn AG den Erste-Klasse-Aufpreis auf 60 Prozent des Fahrpreises. Vorher betrug der Aufpreis 55 Prozent im Fernverkehr und 50 Prozent im Nahverkehr. Zusätzlich wurde ein Aufpreis für die Erste-Klasse-Reservierung von einem Euro eingeführt.

### Frankreich
In Frankreich wird die erste Klasse außen an den Wagen durch rosa Türen statt der in Europa sonst in den meisten Ländern üblichen gelben Streifen gekennzeichnet; die zweite Klasse ist türkis markiert. Bei modernisierten TGV gibt es seit einigen Jahren stattdessen eine grün-gelbe Kennzeichnung für die erste Klasse; die Kennzeichnung für die zweite Klasse ist violett. Dies entspricht den neuen Farben der Sitzpolster im Innenraum.

### Großbritannien

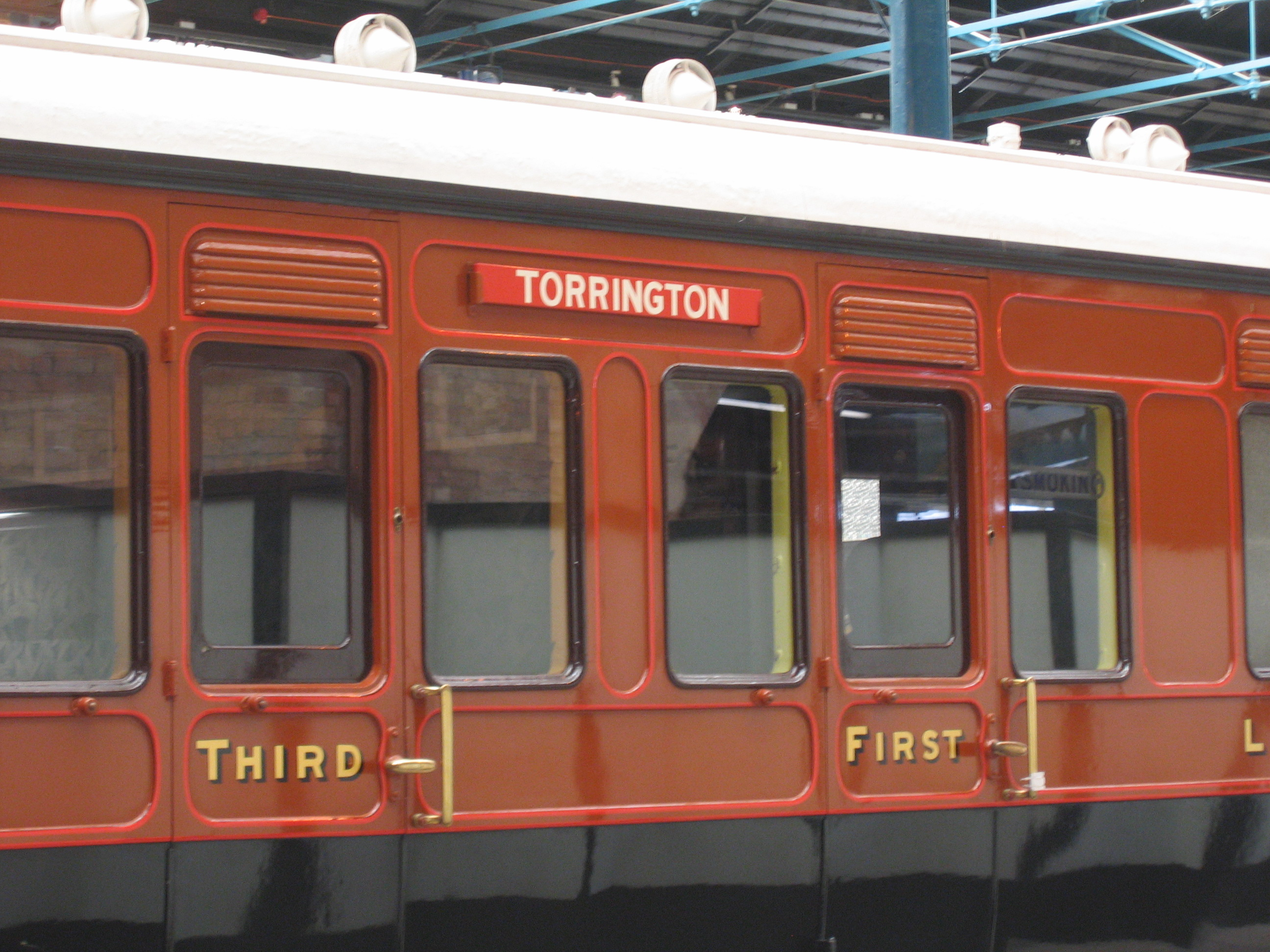
Wagen der ersten und dritten Klasse: Das britische System

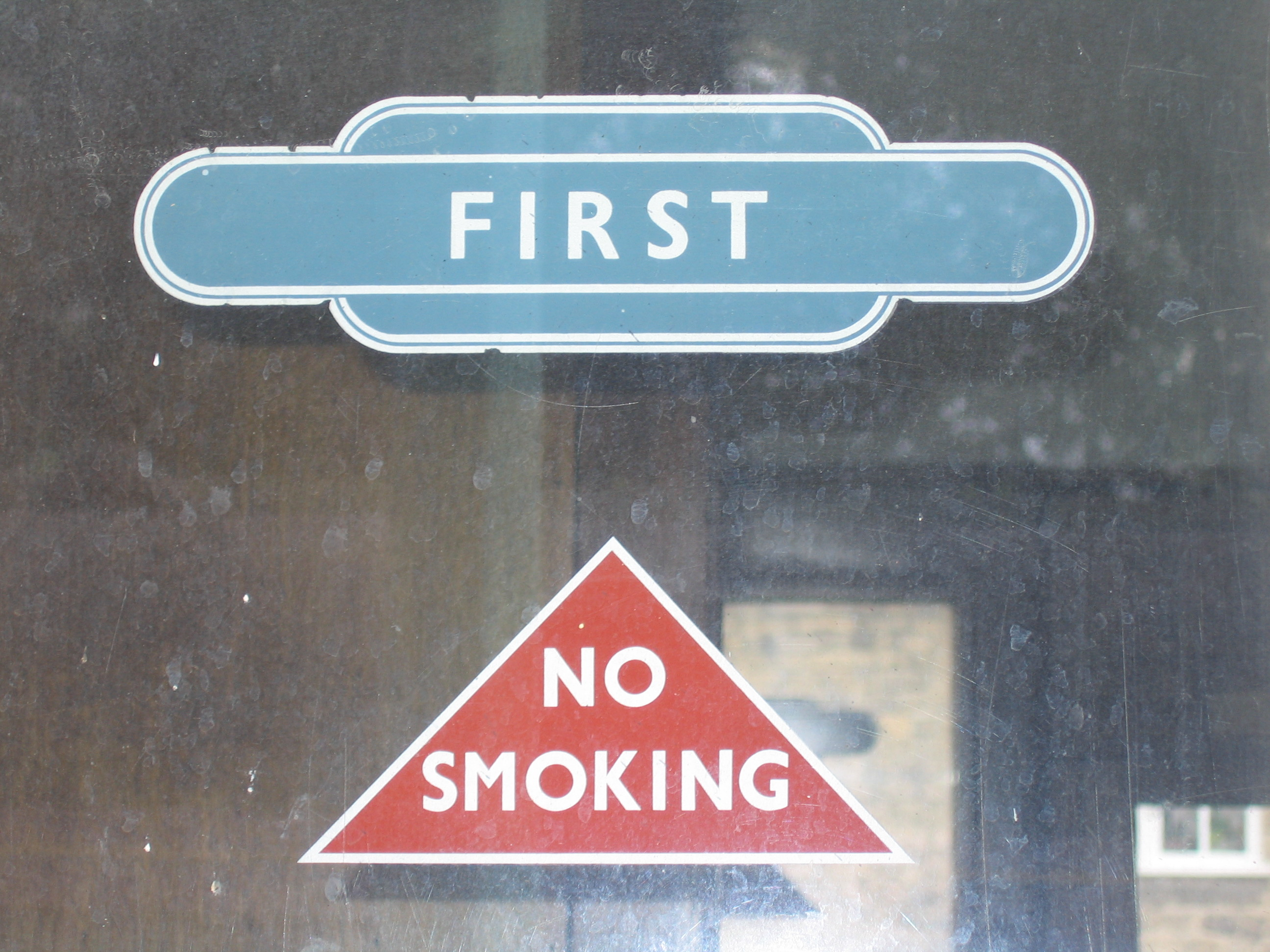
Historische Kennzeichnung der ersten Klasse in Großbritannien auf den Fenstern der entsprechenden Abteile

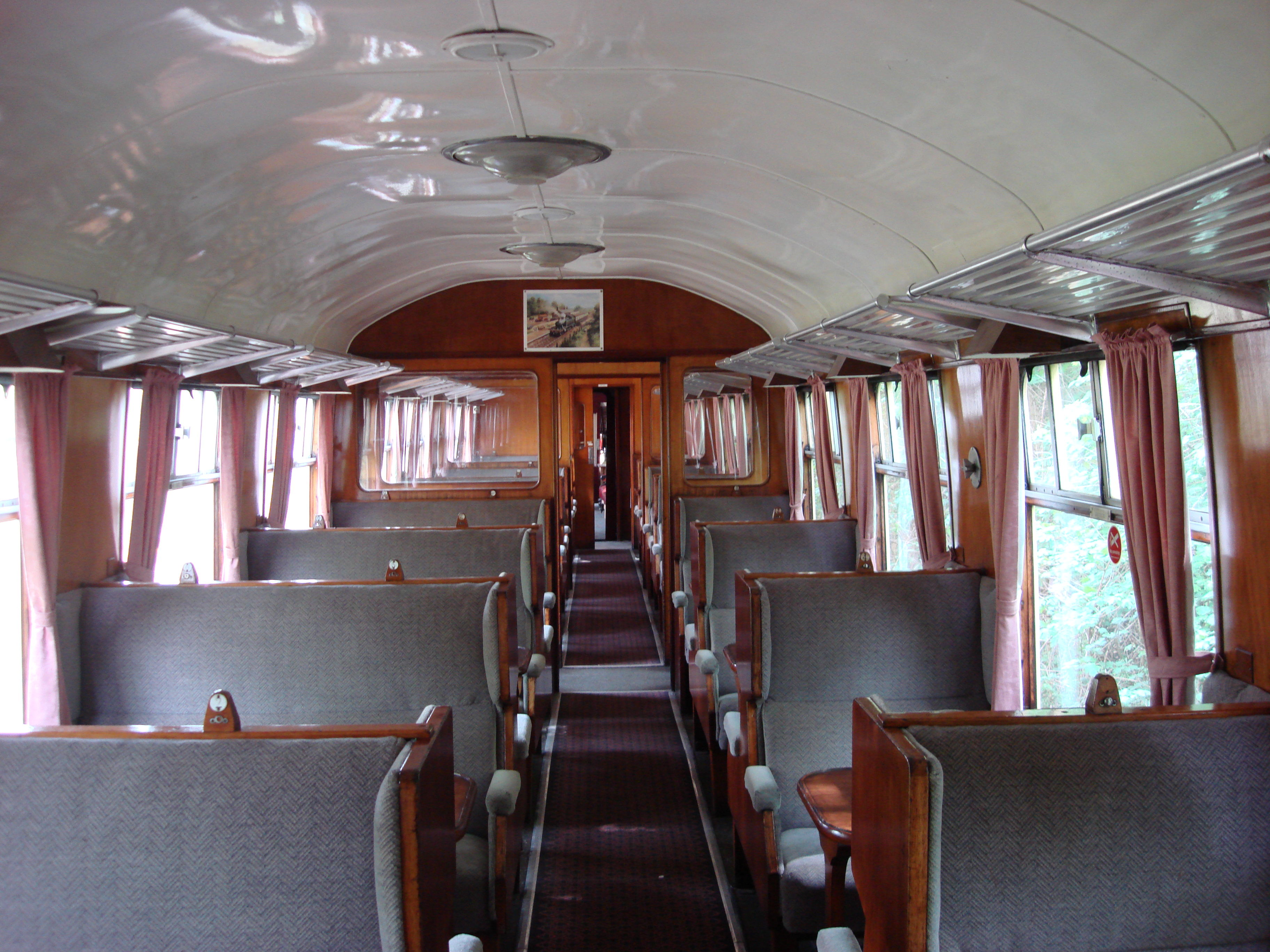
Erste Klasse in einem britischen Mark-1-Reisezugwagen in Großraum-Ausführung

In Großbritannien legte das Parlament im Jahr 1844 Mindeststandards für Reisezüge fest; diese „Parlamentszüge“ mussten alle Bahngesellschaften mit der 3. Klasse zu einem festgelegten (niedrigen) Preis anbieten. Nachdem die Midland Railway 1875 ein Zweiklassensystem eingeführt hatte, folgte die Konkurrenz in den 1910er Jahren diesem Beispiel. Es gab noch die „1st class“ und „3rd class“ (die Benutzung der Bezeichnung „3. Klasse“ war ja durch Gesetz vorgesehen). Wagen zweiter Klasse gab es nur bei den Boat trains der Southern Railway und ihrer Vorgängerbahnen, die Passagieren, die mit der Fähre vom Festland ankamen und im Besitz eines Fahrscheins zweiter Klasse waren, Plätze in oft recht betagten Wagen der früheren zweiten Klasse anboten. Die Erste bot etwa den Komfort der Zweiten Klasse auf dem Kontinent (Abteile mit sechs Sitzen), die 3rd war, da schon damals als Polsterklasse ausgestattet, viel komfortabler als jenseits des Kanals. 1956 wurde die dritte Klasse im Zuge der kontinentalen Klassenreform (siehe oben) in „2nd class“ umbenannt, obwohl die traditionell in großen Mengen fertiggedruckten Edmondsonschen Fahrkarten noch mehrere Jahre danach mit der Aufschrift „3rd Class“ weiter benutzt wurden. Seit 1987 wurden die beiden Wagenklassen – aufgrund der inzwischen stattgefundenen Sektorisierung von British Rail bei den einzelnen Sektoren (InterCity, Network SouthEast, Regional Railways) zu unterschiedlichen Zeitpunkten – als „First Class“ und „Standard“ umbezeichnet.

### Norwegen

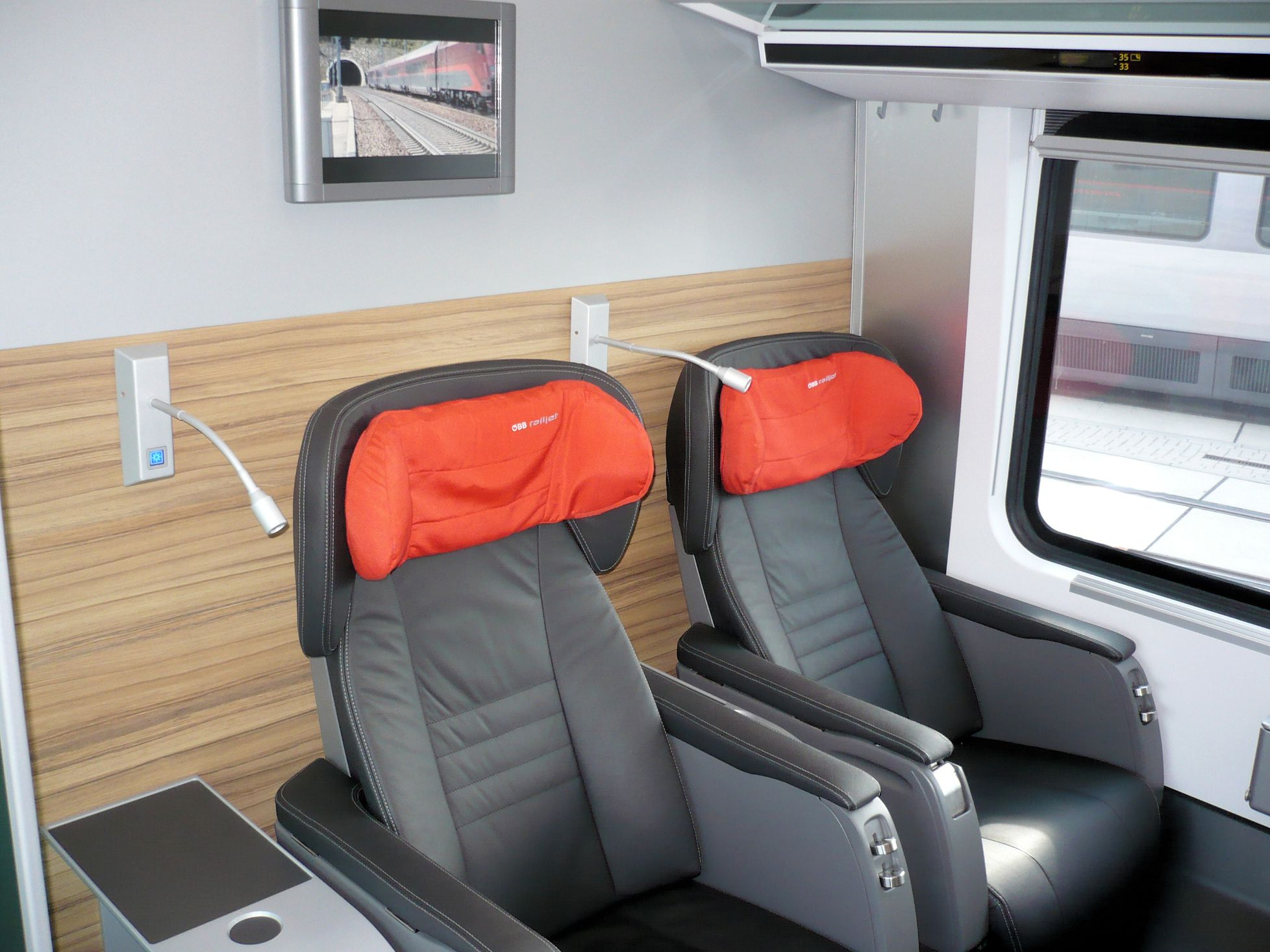
Business-Class-Abteil im Railjet

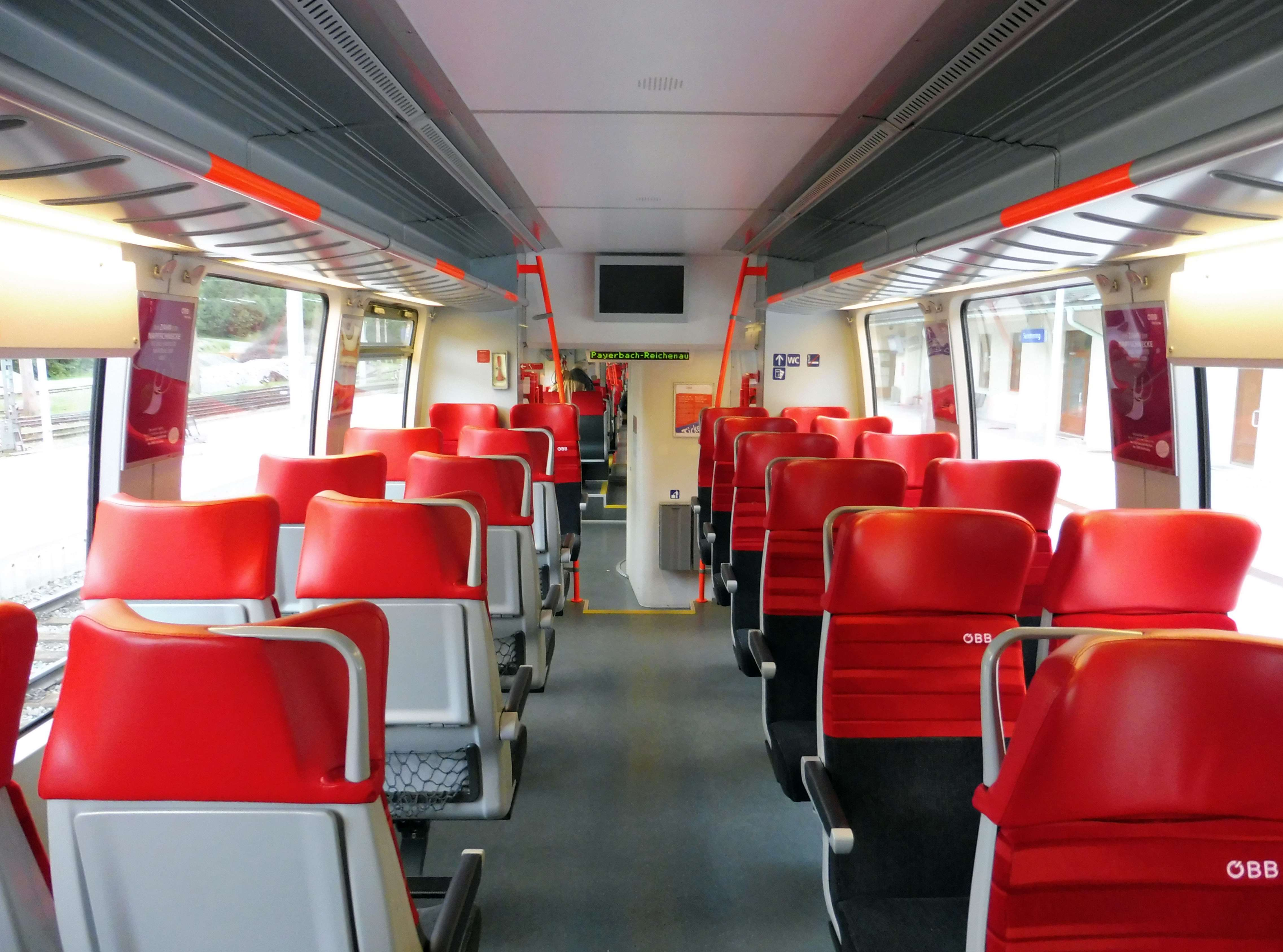
Innenansicht eines Nahverkehrszuges der Österreichischen Bundesbahnen des Typs Bombardier Talent, bestehend nur aus zweiter Wagenklasse

In Norwegen wurde bei den NSB die traditionelle erste Klasse abgeschafft, stattdessen wird auf sechs Linien in Fernzügen der Bereich NSB Komfort angeboten. Der Sitzkomfort unterscheidet sich nicht wesentlich von der Standardklasse, die Sitze sind in den BM73-Neigezügen mit Leder bezogen, es werden Tageszeitungen und Getränke ohne Zusatzkosten angeboten, und jeder Sitzplatz ist mit einer Steckdose ausgerüstet. Der Aufpreis dafür beträgt unabhängig von der zurückgelegten Strecke 90 Norwegische Kronen.

### Österreich
In Österreich bieten die Bundesbahnen die erste Klasse nur in Fernverkehrszügen an. In Österreich verkehrenden Nahverkehrszügen ausländischer Eisenbahngesellschaften, die über 1.-Klasse-Abteile verfügen, dient das 1.-Klasse-Abteil ebenfalls als zweite Wagenklasse, teilweise jedoch mit anderer Funktion, in den Zügen der Berchtesgadener-Land-Bahn beispielsweise als Ruheabteil, unabhängig von der Tageszeit.
Im Gegensatz zum Railjet ist der Komfortunterschied zur 2. Klasse im InterCity und EuroCity-Verkehr gering; im Allgemeinen sind die Wagen aber deutlich weniger gefüllt. Fahrgästen der ersten Klasse im Fernverkehr werden kostenlose Zeitschriften angeboten. In ÖBB-Standard-Tickets 1. Klasse ist eine kostenlose Platzreservierung inklusive.
Bei modernisierten Wagen erster Klasse werden Ledersessel eingebaut.
Im Railjet gibt es die Business Class, die in Österreich für den Fahrpreis der 1. Klasse mit einem Zuschlag von 15 Euro (einschließlich Platzreservierung) zu nutzen ist (im Ausland gilt dieser Bereich in den ÖBB-Wagen als normale erste Klasse). Im Railjet besteht die Business Class aus einem Großraum mit Raumteilern; die Liegesessel ähneln der Business Class in Flugzeugen. Im IC waren bis zur Einführung des Railjets ebenfalls Business-Class-Abteile vorhanden, die mit Abschaffung zur normalen 1. Klasse degradiert wurden. Im Fahrpreis ist ein Begrüßungsgetränk inkludiert, das an den Platz gebracht wird. Die Business Class im railjet wurde ursprünglich als Premium bezeichnet; für einen höheren Aufpreis war eine Mahlzeit inbegriffen, auch wegen zu geringer Nutzung wurde dies abgeschafft.
In den Zügen der Westbahn gibt es eine First Class. Für einen Aufpreis erhalten Fahrgäste eine breiteren Sitz und einen Willkommensgruß; auch hier erfolgt die Bedienung mit Getränken und Snacks am Platz.

### Schweiz
Der Anteil der Fahrgäste der ersten Klasse ist im internationalen Vergleich in der Schweiz höher. Dies lässt sich unter anderem durch den tariflich begünstigten Klassenwechsel erklären. So gibt es eine klassenlose Kundenkarte, einen relationsbezogenen Klassenwechsel sowie mehrere zeitbezogene Klassenwechsel.

SBB Abteil 3. Klasse (1925)

Daher führen auch die meisten Regionalzüge Wagen der ersten Klasse. In S-Bahn-Bereichen ist der Komfortunterschied gering (4 Sitze pro Reihe in beiden Klassen), sonst wird in der ersten Klasse im Allgemeinen merklich mehr Platz pro Fahrgast geboten (Sitzplatzanordnung 2+1, mehr Beinfreiheit, im internationalen Verkehr auch Abteilwagen und Panoramawagen). Ein Sonderfall waren die Panoramawagen des Panoramic-Express der Montreux-Berner Oberland-Bahn (MOB) und die daraus abgeleiteten Wagen des Glacier-Express, in denen trotz enger Sitzanordnung ursprünglich mit vier Sitzen pro Reihe eine Fahrkarte erster Klasse benötigt wurde. In der aktuellen Generation des entsprechenden Rollmaterials wurde die erste Klasse jedoch wieder mit einer Sitzplatzanordnung von 2+1 aufgewertet und die älteren Panoramawagen zur zweiten Klasse herabgestuft oder aber neu bestuhlt.
Wie viele andere Bahnen besaß die SBB zunächst drei Klassen. Die Verkehrserträge der 1.-Klasse-Passagiere betrugen bei den SBB vor 1955 nur 1,5 %, bei den Privatbahnen nur 0,6 %. Als nach der UIC-Konferenz von Neapel (1953) die Einführung von zwei Klassen beschlossen wurde, wurde die 1. Klasse abgeschafft und die 2. und 3. Klasse zur neuen 1. bzw. 2. Klasse umbenannt. Da VIP-Passagiere ohnehin dabei waren, auf das Automobil umzusteigen, war dieser Schritt vertretbar.

## Außereuropäische Staaten
Außerhalb Europas – insbesondere in Entwicklungsländern – gibt es weiterhin drei oder sogar mehr Wagenklassen. Die Bahnen von Israel, Neuseeland, Albanien und der Türkei bieten hingegen nur eine Einheitsklasse an.

### Fernverkehr in Nordamerika
Die amerikanische Fernverkehrsgesellschaft Amtrak kennt heute drei Wagenklassen bei Sitzwagen: First Class (nur im Acela Express), Business Class (in fast allen Fernverkehrszügen vorhanden) sowie die normale Coach Class (nicht im Acela Express). Außerdem gibt es in den über Nacht verkehrenden Zügen komfortable Schlafwagen mit hohen Preisaufschlägen. Die wichtigsten Abteilkategorien sind Roomette (kleines Zweibettabteil mit Längsbetten) und Bedroom (großes Zweibettabteil mit Querbetten, eigenes Badezimmer, zwei Abteile können zur Suite verbunden werden). Jeder Wagen bietet auch ein behindertengerechtes Abteil (Accessible Bedroom), einige Züge auch einen Family Bedroom für zwei Erwachsene und zwei Kinder. Eine dem westeuropäischen Liegewagen oder einfacheren Schlafwagen in Osteuropa und Asien vergleichbare mittelpreisige Klasse existiert nicht.
Die Business Class kostet im Schnitt einen 20-prozentigen Aufpreis, die First Class das Doppelte des variablen Coach-Class-Preises. Bis Mitte der 1990er Jahre gab es im Northeast Corridor die Coach und die First Class in den Metroliner-Zügen sowie im Verkehr Washington – Boston (NE direct) mit 50 Prozent Aufpreis. Die Schlafwagenaufschläge – auf die es praktisch keine Ermäßigungen gibt und die auch für Inhaber von Railpässen ggf. voll zu bezahlen sind – betragen je nach Kategorie und Strecke zwischen 80 und über 500 Prozent gegenüber der Coach Class, schließen allerdings immer auch Vollverpflegung im Zugrestaurant mit ein.
In den Zügen außerhalb der Ostküste, ab Anfang der 1990er Jahre aber auch im Korridor wurde eine Custom Class angeboten, die später in der Business Class aufging. Die Zuggattung NE direct wurde vom „Acela Regional“ bzw. „Regional“ abgelöst, die aber nur die Coach und Business Class kennt.
Die privat betriebene Brightline in Florida bietet die Klassen Premium (entspricht der ersten Klasse, Imbiss und Getränke im Zug sowie Benutzung der Premium Lounge in den Bahnhöfen inbegriffen) und Smart (entspricht der zweiten Klasse).
Auch Kanada kennt eine Business Class neben der Economy Class.

### China
In China sind folgende Wagenklassen üblich:
- 软卧车 Ruanwoche = weicher Schlafwagen (nur in Fernzügen); Vierbettabteile (einige Fernzüge führen auch Luxusabteile mit zwei Betten)
- 硬卧车 Yingwoche = harter Schlafwagen (nur in Fernzügen); Großraumliegewagen ähnlich wie in der GUS
- 软座车 Ruanzuoche = weicher Sitzwagen; Großraumwagen mit vier Sitzen pro Reihe (1. Klasse)
- 硬坐车 Yingzuoche = harter Sitzwagen; Großraumwagen mit fünf Sitzen pro Reihe (2. Klasse)

Dabei kommt den Fahrgästen zugute, dass der Lichtraum der chinesischen Eisenbahn etwas breiter ist als die (kontinental-)europäische Norm.
Die Hochgeschwindigkeitszüge (China Railway High-speed) haben ein eigenes Klassensystem mit erster und zweiter Klasse, in Gaosu-Zügen gibt es zusätzlich eine besonders komfortable Businessklasse zum etwa doppelten Preis der ersten Klasse. Die Großraumwagen der ersten Klasse haben vier, die der zweiten Klasse fünf Sitze pro Reihe. Da der Fahrpreis der zweiten Klasse mindestens so hoch ist wie die weiche Sitzklasse in herkömmlichen Zügen, wird die Bezeichnung Yingzuoche hier nicht verwendet.
Die S-Bahn-Züge der KCR in Hongkong bieten neben der Standardklasse (mit Aluminiumsitzen in Längsanordnung, überwiegend Stehplätze) auch einen Wagen erster Klasse (First Class) an, mit Polstersitzen in 2+2-Anordnung und großzügigem Sitzabstand; dafür ist der doppelte Fahrpreis zu entrichten.

### Indien
In Indien gibt es im Fernverkehr eine unübersichtliche Anzahl von Wagenklassen, wobei die Wagenklassen der Nachtzüge sich von denjenigen in den Tageszügen unterscheiden. In den Nachtzügen ist First Class AC die höchste Wagenklasse, wo dem Reisenden bei nur 18 Fahrgästen in einem Wagen am meisten Platz zur Verfügung steht. Unreserved ist die tiefste Wagenklasse, bei der sich manchmal bis zu 300 Reisende einen Wagen teilen. Die meisten Fahrgäste mit Platzreservierung reisen in der Sleeper Class.
Die hochwertigen Fernzüge der Zuggattungen Rajdhani Express, Shatabdi Express und Duronto Express führen nur klimatisierte Wagen. Die meisten übrigen Fernzüge führen überwiegend die unklimatisierte Sleeper class mit einigen Schlafwagen mit Sechsbett-Abteilen der Wagenklasse AC 3-tier sleeper und Vierbett-Abteilen der Wagenklasse AC 2-tier sleeper sowie unreservierte Sitzwagen der Klasse Unreserved. Teilweise wird auch ein einziger Wagen der höchsten Wagenklasse First Class AC mitgeführt. Alle Wagenklassen können auch im reinen Tagesverkehr genutzt werden. Fernzüge sind bis auf einige Sitzwagen der billigsten Klasse nur mit Platzreservierung zu nutzen.
In den letzten Jahren wurden zu den bestehenden Zuggattungen schnelle Züge zu billigeren Tarifen eingeführt, die unter dem Namen Jan Shatabdi im Tagesverkehr und Garib Rath im Nachtverkehr angeboten werden. In diesen wurden die Wagen für möglichst hohe Kapazität ausgelegt und den Wagenklasse zugeteilt, die den Begriff high capacity im Namen enthalten.
Auf Schmalspurbahnen gibt es auch Sitzwagen erster Klasse ohne Klimaanlage, in denen die Wagenklasse First Class angeboten wird.
Im Nahverkehr gibt es neben dem General Compartment die First Class und spezielle Ladies Compartements für Frauen.

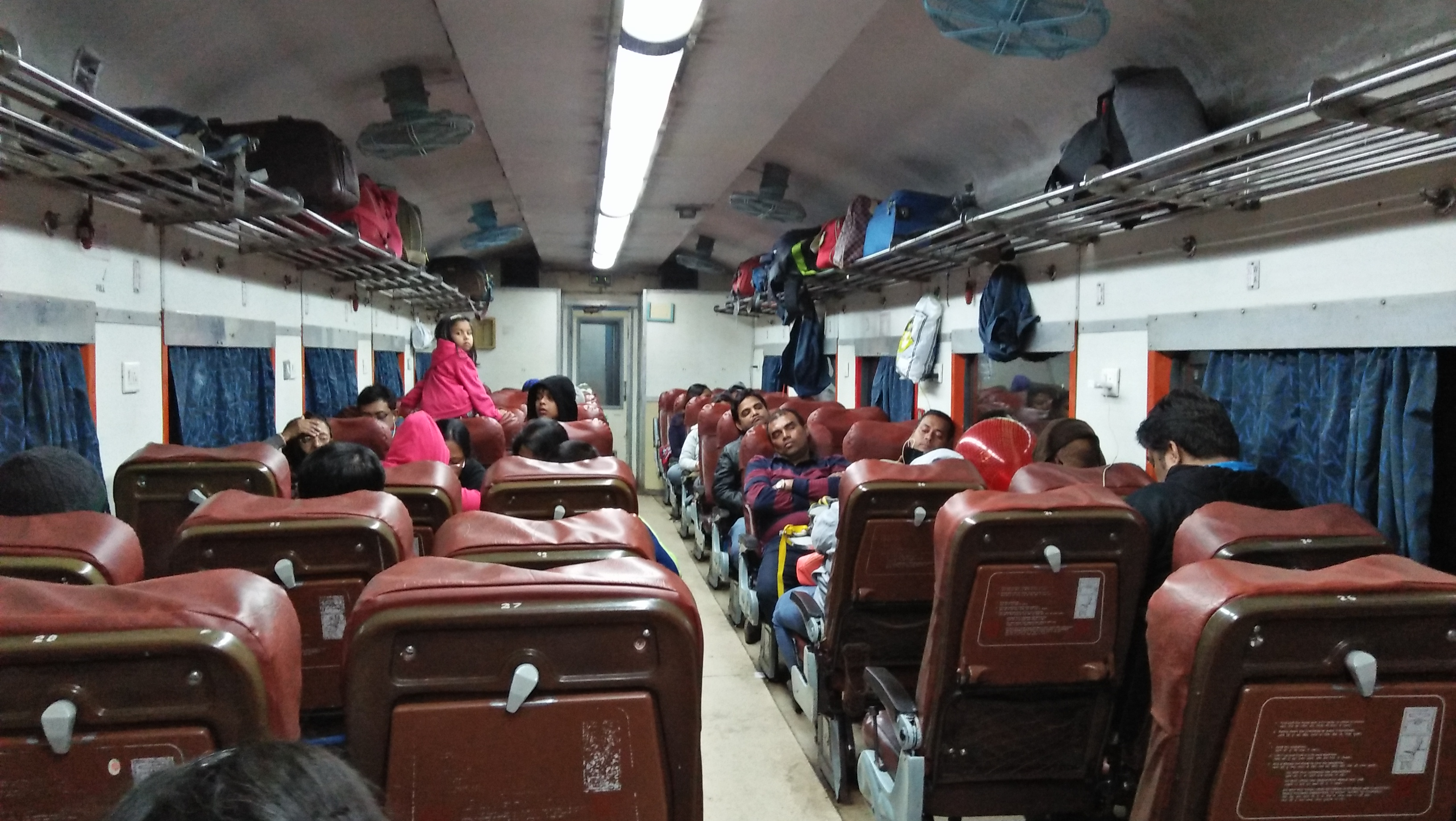
AC Chair Car-Klasse in einem Tagesschnellzug
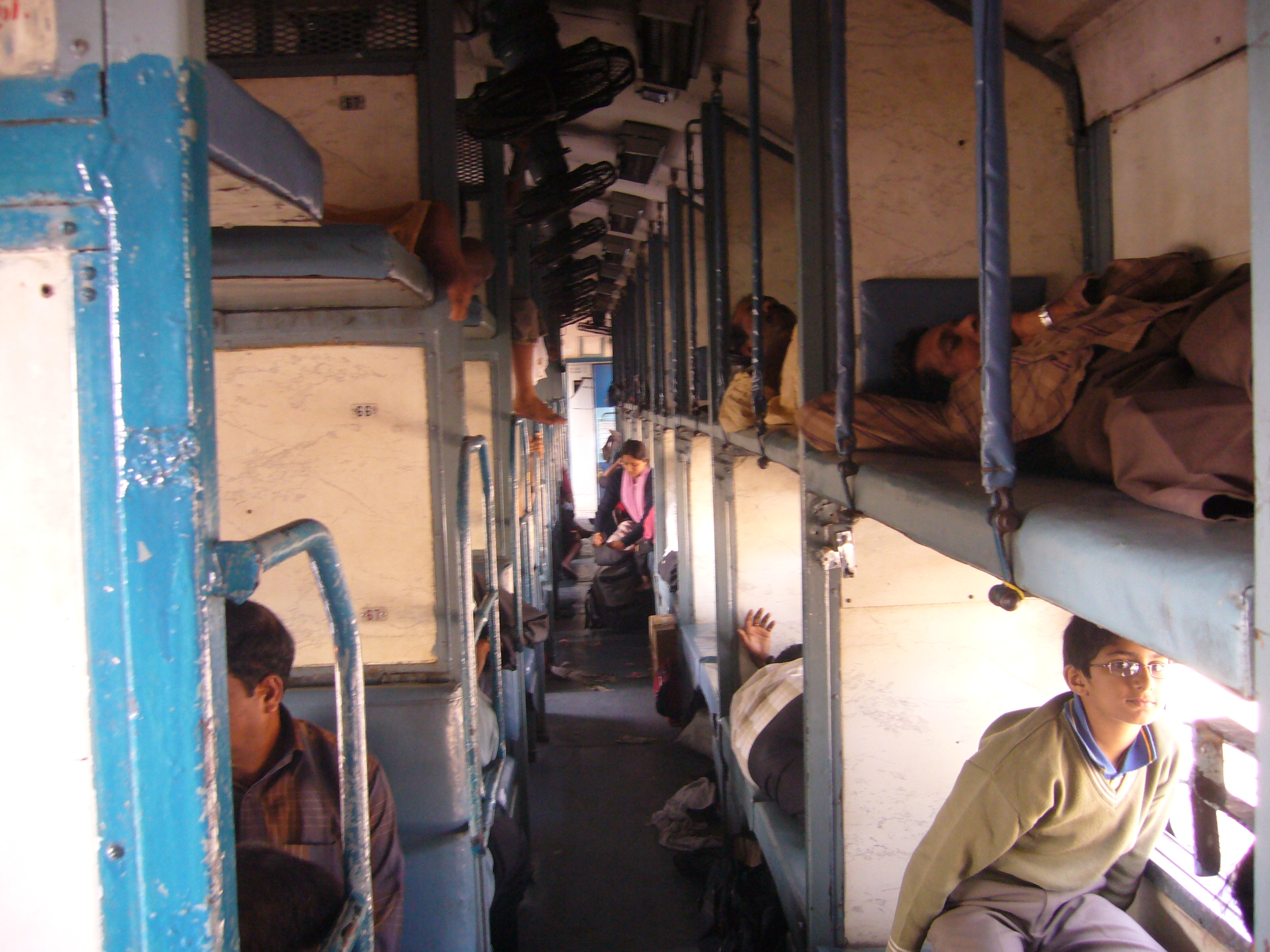
Sleeper Class in einem Fernzug
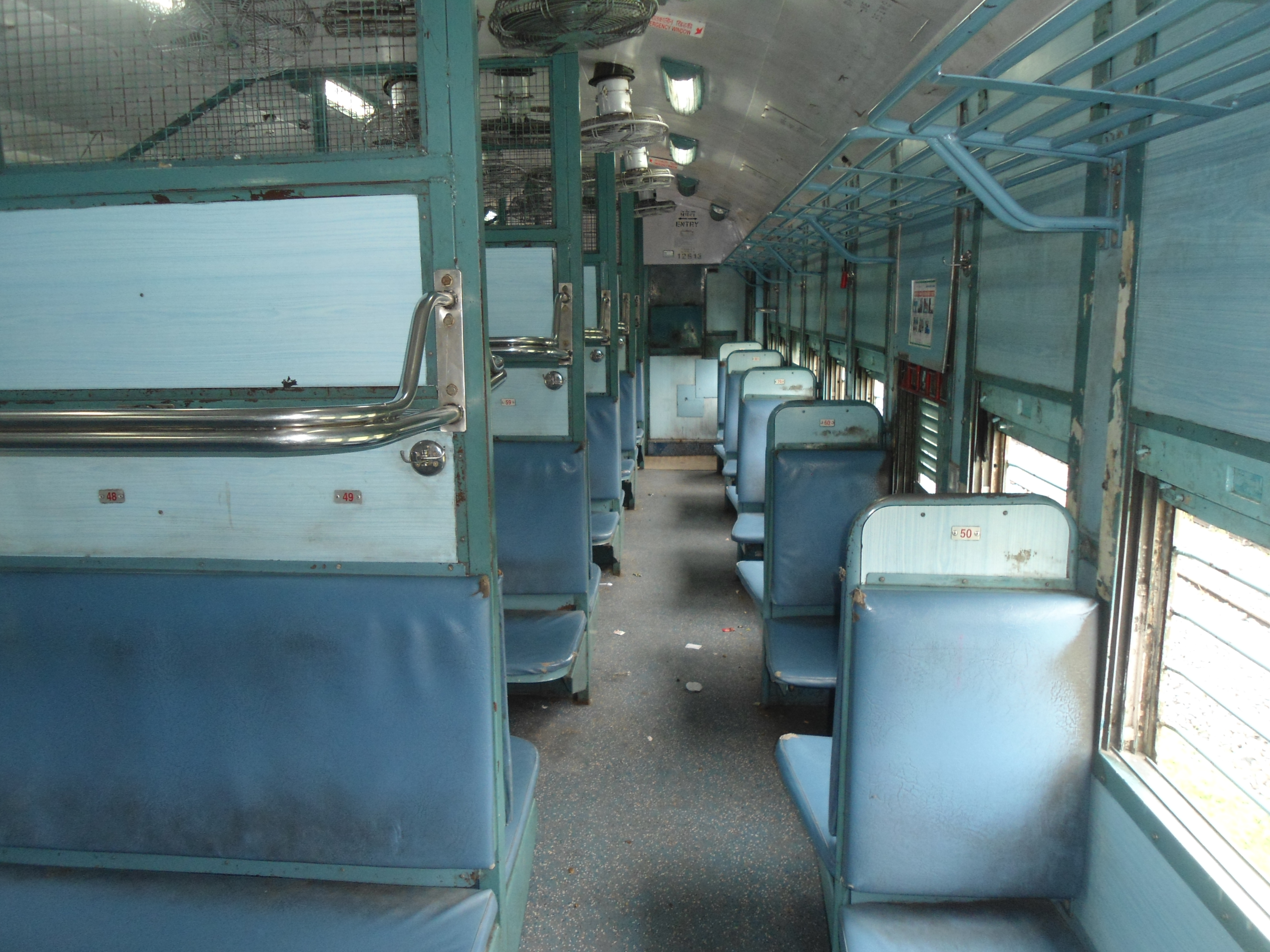
General Compartment in einem Regionalzug

### Japan
Der Begriff „erste Klasse“ wurde im Mai 1969 in Japan von der Japanese National Railways abgeschafft und durch „Green Cars“ ersetzt. Sie sind durch das grüne Vierblatt-Klee-Logo bei den Türen identifizierbar. Zuvor war die erste Klasse an einem weißen Längsstreifen unterhalb der Wagenfenster erkennbar. Die Fahrt damit ist um den Green-Zuschlag teurer als die der normalen Klasse. Erste-Klasse-Schlafwagen wurden neu A-Schlafwagen, die der zweiten Klasse B-Schlafwagen genannt. Bis zu den 1990er Jahren hatten die meisten Regionalzüge keine Green Cars. In den letzten Jahren gibt es einen allmählichen Trend, Green Cars der Pendlerfahrten im Tokio-Gebiet zu renovieren. Dort stehen weibliche „Green Attendants“ für den Erfrischungs-Service sowie für das Überprüfen von Tickets zur Verfügung.
In den Hochgeschwindigkeitszügen Shinkansen gibt es in der Regel eine „Normal class“ (2. Klasse) und eine „Green class“ (1. Klasse). In Zügen der Baureihe E5 gibt es daneben noch eine Premium-Klasse, die „Gran class“.

### Gemeinschaft unabhängiger Staaten
Die meisten Nachfolgestaaten der Sowjetunion führten ab 1990 zunächst das sowjetische Klassensystem fort:
- Spalny = Zweibett-Schlafwagenabteile (nur in Fernzügen), 8 Abteile pro Wagen
- Kupeiny = Vierbett-Schlafwagenabteile (nur in Fernzügen), 9 Abteile pro Wagen
- Platskartny = Liegewagen mit Längs- und Querbetten (nur in Fernzügen), 54 Plätze pro Wagen in offenen Abteilen
- Obschtschi = Sitzwagen, Großraumwagen mit 81 Sitzplätzen, im Nahverkehr auch mehr

Die im internationalen Verkehr eingesetzten RIC-Schlafwagen haben Dreibett-Abteile, die für Fahrgäste erster Klasse nur mit ein oder zwei Personen belegt werden. Seit 2014 werden sie in Zügen der RZD von neuen Schlafwagen mit Vierbettabteilen abgelöst, die auch in Zweibettbelegung als Schlafwagen erster Klasse betrieben werden. Hinzu kommen in ausgewählten Verbindungen (z. B.: Berlin – Moskau) Schlafwagen der Luxuskategorie, in denen das Abteil mit einem oder zwei Fahrgästen belegt wird, mit einem privaten Badezimmer in jedem Abteil. Diese Fahrzeuge weisen die RIC-Kennung „WLSR“ (im Gegensatz zu den herkömmlichen Schlafwagen, die die Bezeichnung „WLAB“ tragen) auf. Auch einige Inlandzüge bieten Abteile verschiedener Luxuskategorien an (Ljuks).
Erst langsam entwickeln sich die Bahnen in den Nachfolgestaaten der ehemaligen Sowjetunion auseinander. Im Tagesverkehr der belarussischen Eisenbahnen (Belaruskaja Tschyhunka) gibt es Fahrzeuge mit Fahrgasträumen zweiter und dritter Wagenklasse. In der Ukraine und Usbekistan verkehren Tageszüge mit einer Inneneinrichtung vergleichbar mit europäischen InterCity-Zügen. In Kasachstan werden auf den schnellsten, mit Talgo-Wagenmaterial gefahrenen Nachtverbindungen Zweibettabteile mit und ohne eigenes Bad sowie Vierbettabteile angeboten.

### Syrien
Die syrische Eisenbahn (CFS) führt erste und zweite Klasse sowie als eigene, übergeordnete Klasse Schlafwagen. Die Wagen erster Klasse wurden in der DDR gebaut und offensichtlich mit dem gelben Streifen über den Fenstern geliefert, den sie heute noch führen.

### Tansania
Die tansanische Staatsbahn führt drei Wagenklassen. Dabei wird die erste Klasse nur als Schlafwagen, die dritte Klasse nur als Sitzwagen angeboten. Die zweite Klasse gibt es sowohl als Sitz- als auch als Schlafwagen.
Die TAZARA, die Tansania mit Sambia verbindet, bietet in der ersten (Vier-Bett-Abteile) und zweiten Klasse (Sechs-Bett-Abteile) Schlafwagen, in der dritten Klasse Sitzwagen an.

### Thailand
Die State Railway of Thailand bietet drei Wagenklassen an. Dabei wird die erste Klasse nur als Schlafwagen, die dritte Klasse nur als Sitzwagen angeboten. Die zweite Klasse gibt es sowohl als Sitz- als auch als Schlafwagen. Express trains führen alle drei Wagenklassen. In der Regel führen Ordinary trains und Diesel rail car trains nur Wagen dritter Klasse, Rapid trains Wagen zweiter und dritter Klasse und Express special diesel railcar trains nur Wagen zweiter Klasse. Express special trains gibt es in diversen Varianten: Teils nur mit zweiter, teils mit erster und zweiter Klasse und teils mit allen drei Wagenklassen.

### Türkei
In der Türkei gibt es grundsätzlich nur noch eine Wagenklasse, „Pullman“ genannt. Darüber hinaus werden in den Nachtverbindungen Schlafwagen (Zweibettabteile, WL A) und Liegewagen (Vierbettabteile, Ac) angeboten. Eingesetzt werden in den meisten Fernzügen moderne Wagen mit der Sitzanordnung 1+2. Wagen älterer Bauart des gehobenen Komforts werden im Regionalverkehr weiterverwendet. Sie sind allerdings nicht umgezeichnet, sodass Garnituren unterwegs sind, die rein aus Wagen erster Klasse oder aus Liegewagen zweiter Klasse gebildet werden. Für alle aber gilt der Einheitspreis „Pullman“.
Im Hochgeschwindigkeitsverkehr (zwischen Ankara, Eskişehir und Konya) wurde das Zweiklassensystem aber wieder eingeführt.

### Vietnam
Die vietnamesischen Züge führen folgende Wagenklassen:
- Nằm mềm (điều hòa) = weicher Schlafplatz (Vierbettabteil, klimatisiert, nur in Fernzügen)
- Nằm cứng (điều hòa) = harter Schlafplatz (Sechsbettabteil, klimatisiert, nur in Fernzügen)
- Ngồi mềm (điều hòa) = weicher Sitzplatz (Großraum, klimatisiert)
- Ngồi cứng = harter Sitzplatz (Großraum, nicht klimatisiert)

In den Schlafabteilen werden außerdem unterschiedliche Preise für die unteren, ggf. mittleren und oberen Betten berechnet.
Darüber hinaus gibt es auf einigen Strecken (insbesondere Hà Nội – Lào Cai) Wagen verschiedener privater Betreiber mit Zwei- und Vierbettabteilen zu eigenen (höheren) Preisen, die sich primär an Touristen richten.

## Kennzeichnung

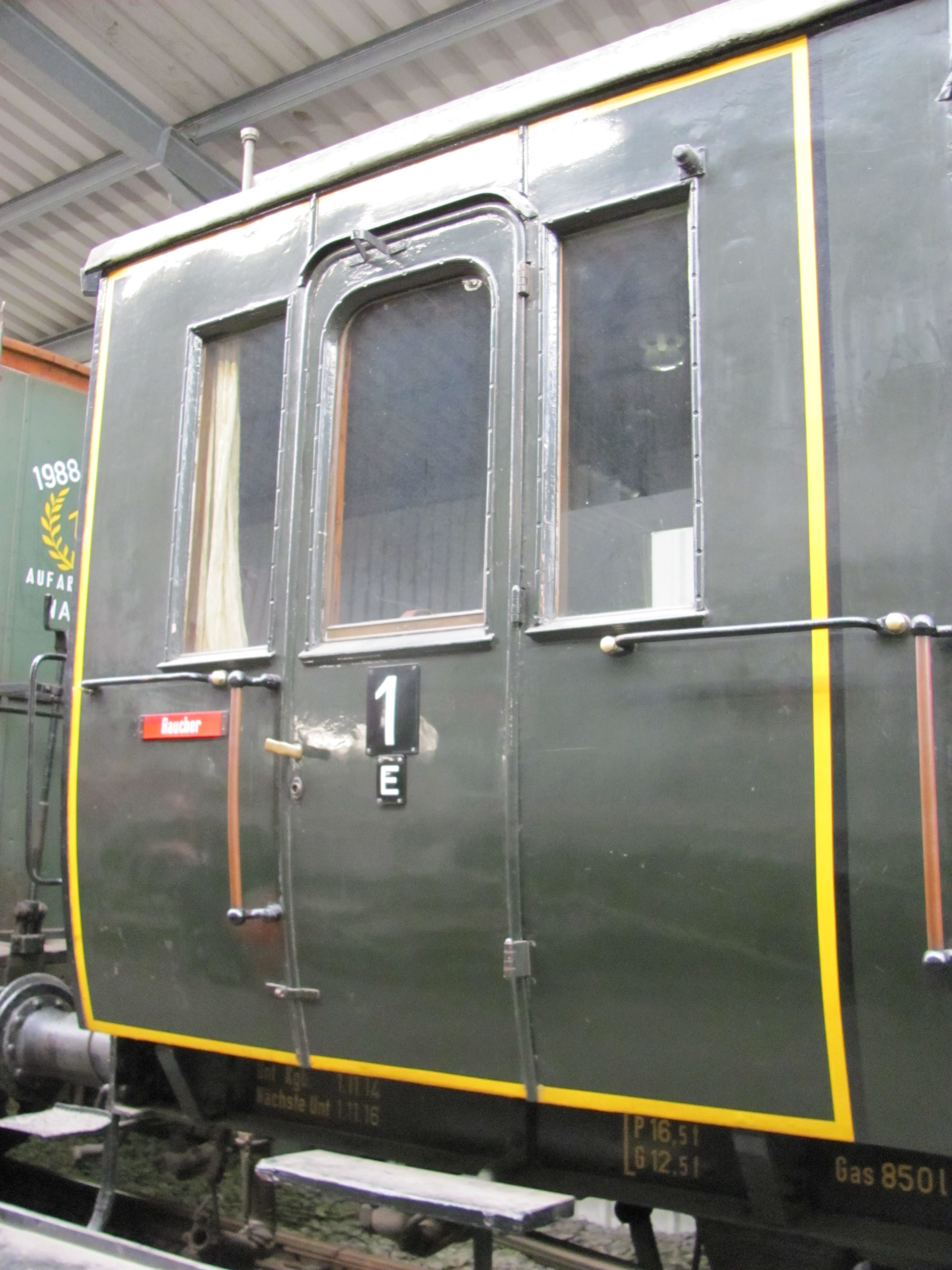
Preußischer Abteilwagen 1./2. Klasse: Das Abteil erster Klasse ist durch Schild und gelbe Rahmung markiert

Damit die Fahrgäste bereits vom Bahnsteig aus in die richtige Wagenklasse einsteigen können, ohne diese erst im Zug suchen zu müssen oder ausschließlich auf Wagenstandsanzeiger und Ansagen angewiesen zu sein, kennzeichnen die meisten Bahnverwaltungen die jeweiligen Bereiche ihrer Fahrzeuge bereits von außen mehr oder weniger auffällig.
In der Regel geschieht dies durch entsprechende Ziffern – früher auf der Einstiegstür, heute meist daneben auf dem nächsten Fensterteiler. In Deutschland wurden dazu bis kurz nach 1900 meist römische Ziffern verwendet. Schon von jeher werden die Klassen auch farblich gekennzeichnet, bei einigen Bahnen auch ganze Wagen farblich abgesetzt. Als Leitfarben setzten sich anfangs für die Wagen – und bis in die 1970er Jahre auch für die korrespondierenden Fahrkarten, insbesondere die Edmondsonsche Fahrkarte – durch: Die erste Klasse war gelb, die zweite Klasse grün, die dritte Klasse braun und die vierte Klasse grau. Gelbe Wagen der ersten Klasse waren zu Dampfzeiten zu schmutzempfindlich, und so wurde das Farbschema auf gelbe Zierlinien auf dunklem, meist dem grünen Untergrund der zweiten Klasse, reduziert. Dieses Farbschema war vor allem in Preußen üblich, ansonsten verwendete man eine einheitliche Wagenfarbe. Nur in Sachsen hoben sich Wagen 4. Klasse durch graue Farbe vom restlichen Wagenpark ab. Es gab aber schon vor dem Ersten Weltkrieg Bestrebungen, als Wagenfarbe in Deutschland ein einheitliches Grün einzuführen. Einen weiteren Versuch der Unterscheidung von außen begann die Deutsche Bundesbahn 1971 im Rahmen der experimentellen Pop-Lackierung. Hierbei hatten Wagen der ersten Klasse sowie gemischtklassige Wagen die Kennfarbe Blutorange, während Wagen der zweiten Klasse Kobaltblau lackiert waren.
Bekanntestes Markierungsbeispiel für eine Wagenklasse ist der horizontal ausgeführte helle Streifen unterhalb der Dachkante, der mit der Klassenreform des Jahres 1956 europaweit für Wagen der ersten Klasse eingeführt wurde. Der Streifen ist bis heute in den meisten europäischen Ländern üblich und ist in der Regel gelb oder orange. Er leitete sich aus den Zierlinien der alten ersten Klasse ab und befindet sich gewöhnlich über den Fenstern, bei Doppelstockwagen abweichend zwischen den beiden Fensterreihen. Die Position des Streifens kann je nach Baujahr und -art der Wagen variieren. Verwendet wird er in Belgien, Bulgarien, Dänemark, Finnland (außer IC), Griechenland, Luxemburg, Österreich (außer beim Railjet), Niederlande (aber: blaue Fläche auf Regio-Wagen bzw. zusätzlicher Begleitstreifen unterhalb der Fenster), Norwegen, Portugal, Rumänien, Schweden, Schweiz (gelbe Markierung dort oft ausschließlich im Bereich der Eingangstüren), Slowakei, Slowenien, Tschechien und Ungarn.
Nicht mehr verwendet wird diese Kennzeichnung in Frankreich und Italien. In Deutschland wird sie im Fernverkehr (IC und ICE) und bei vielen privaten Eisenbahnunternehmen aus Designgründen nicht mehr verwendet, während sie bei der Deutschen Bahn im Regionalverkehr weiterhin üblich ist.
Eine weitere Variante ist die Lackierung der Türen in Kontrastfarben. Bei den Schweizer Eurofima-Wagen in orange-lichtgrauer C1-Lackierung wiederum war alternativ die Klassenziffer „1“ gelb statt weiß ausgeführt.
Sind Fahrzeuge nur auf Strecken im Einsatz, auf denen generell per Bekanntmachung im Fahrplan nur eine Wagenklasse angeboten wird, erfolgt an diesen mitunter gar keine Klassenkennzeichnung.

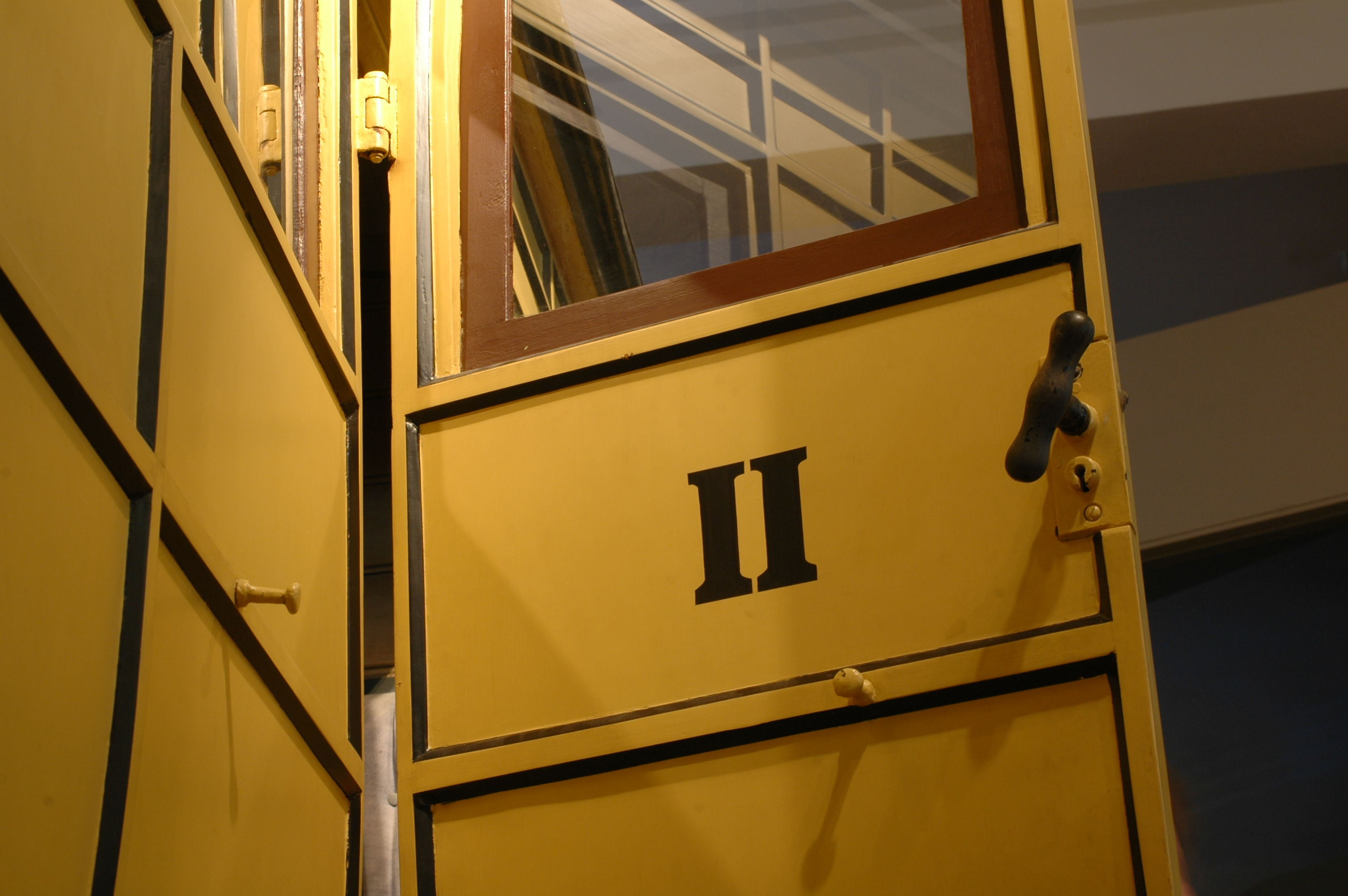
Kennzeichnung per römischer Ziffer am LEG Wagen Nr. 8, dem ältesten erhaltenen Eisenbahnfahrzeug Deutschlands
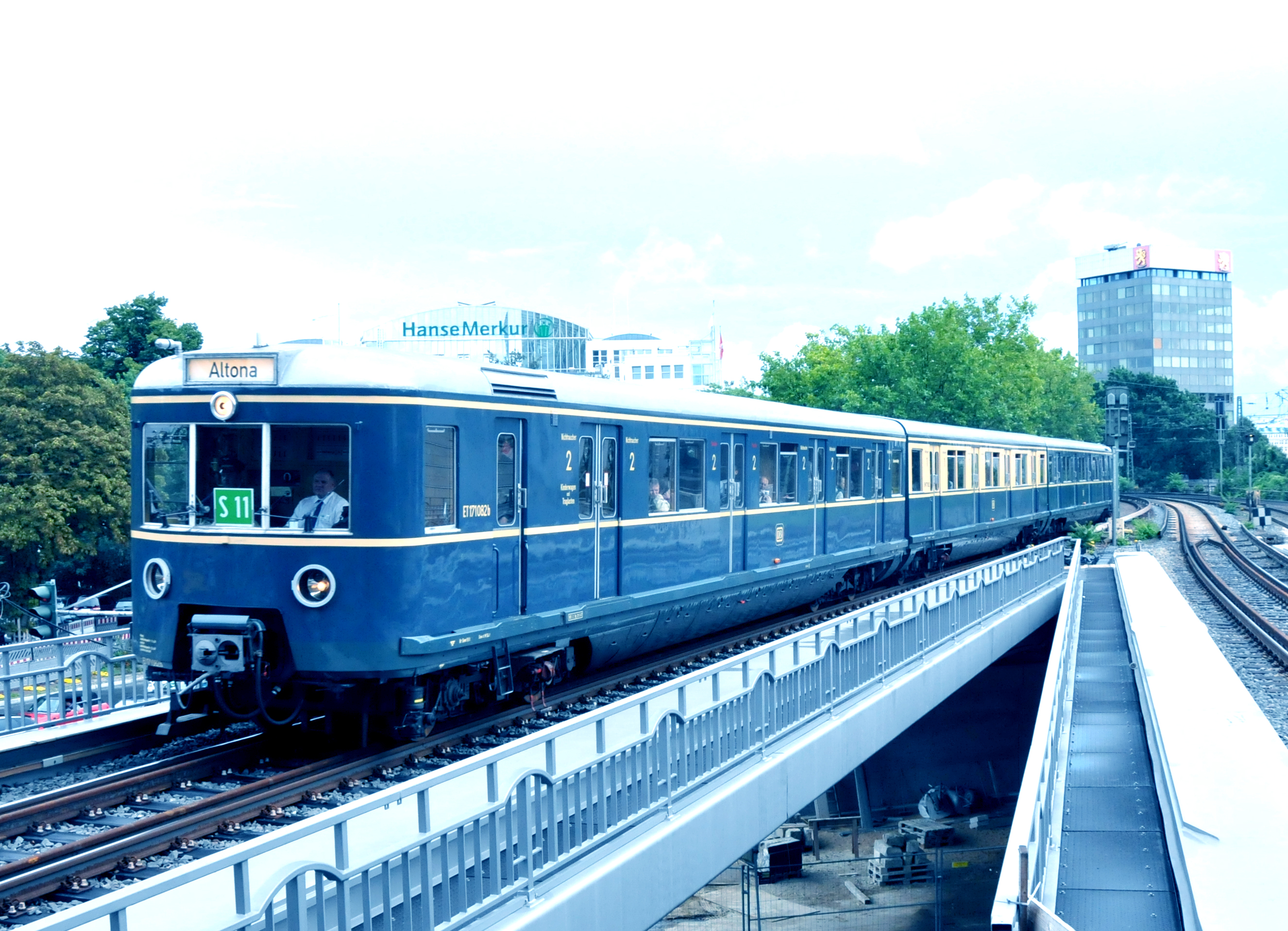
Bei der S-Bahn Hamburg war früher der gesamte Erste-Klasse-Mittelwagen abweichend lackiert
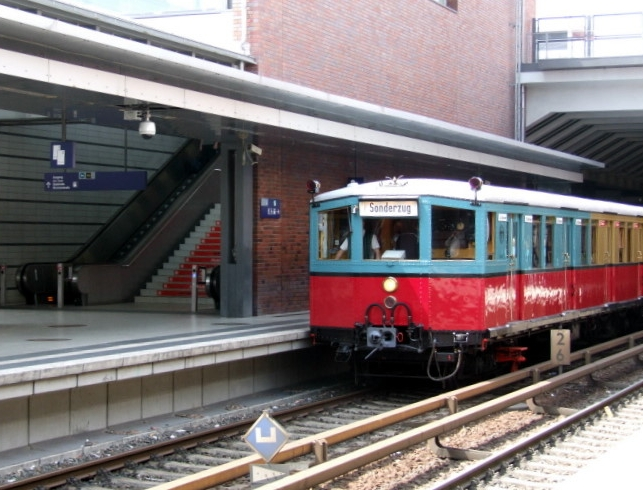
Bei den Triebwagen der Deutschen Reichsbahn war der Polsterklasse-Bereich früher in der oberen Hälfte blaugrün statt creme lackiert, so auch bei der S-Bahn Berlin
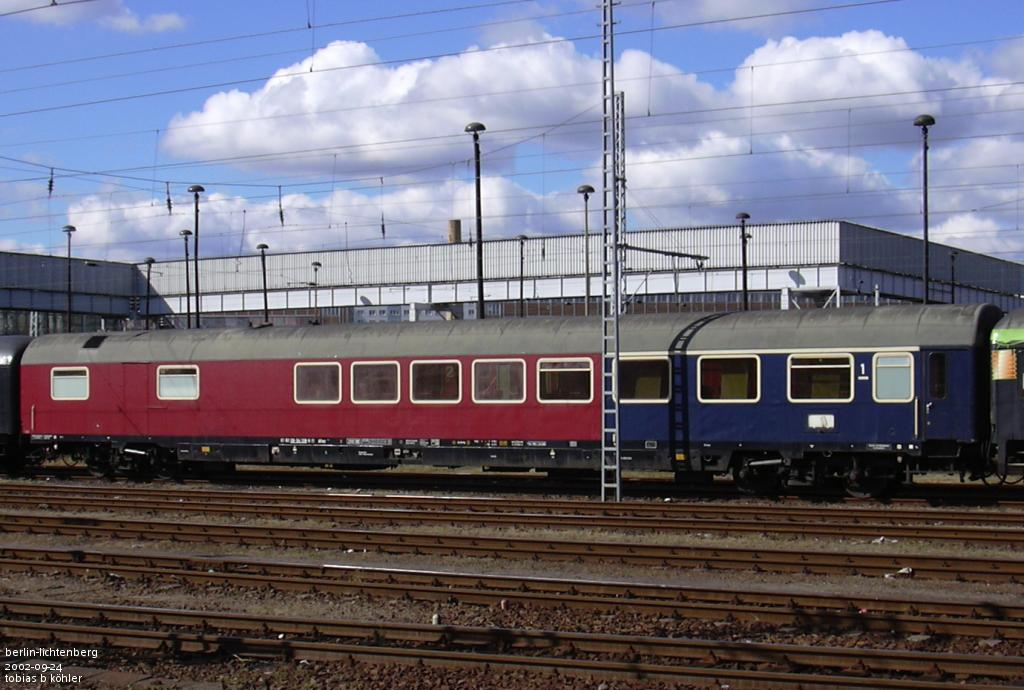
Halbspeisewagen der Deutschen Bundesbahn, die getrennte Lackierung für den Speisebereich einerseits und den Erste-Klasse-Bereich andererseits brachte dieser Bauart den Spitznamen Kakadu ein
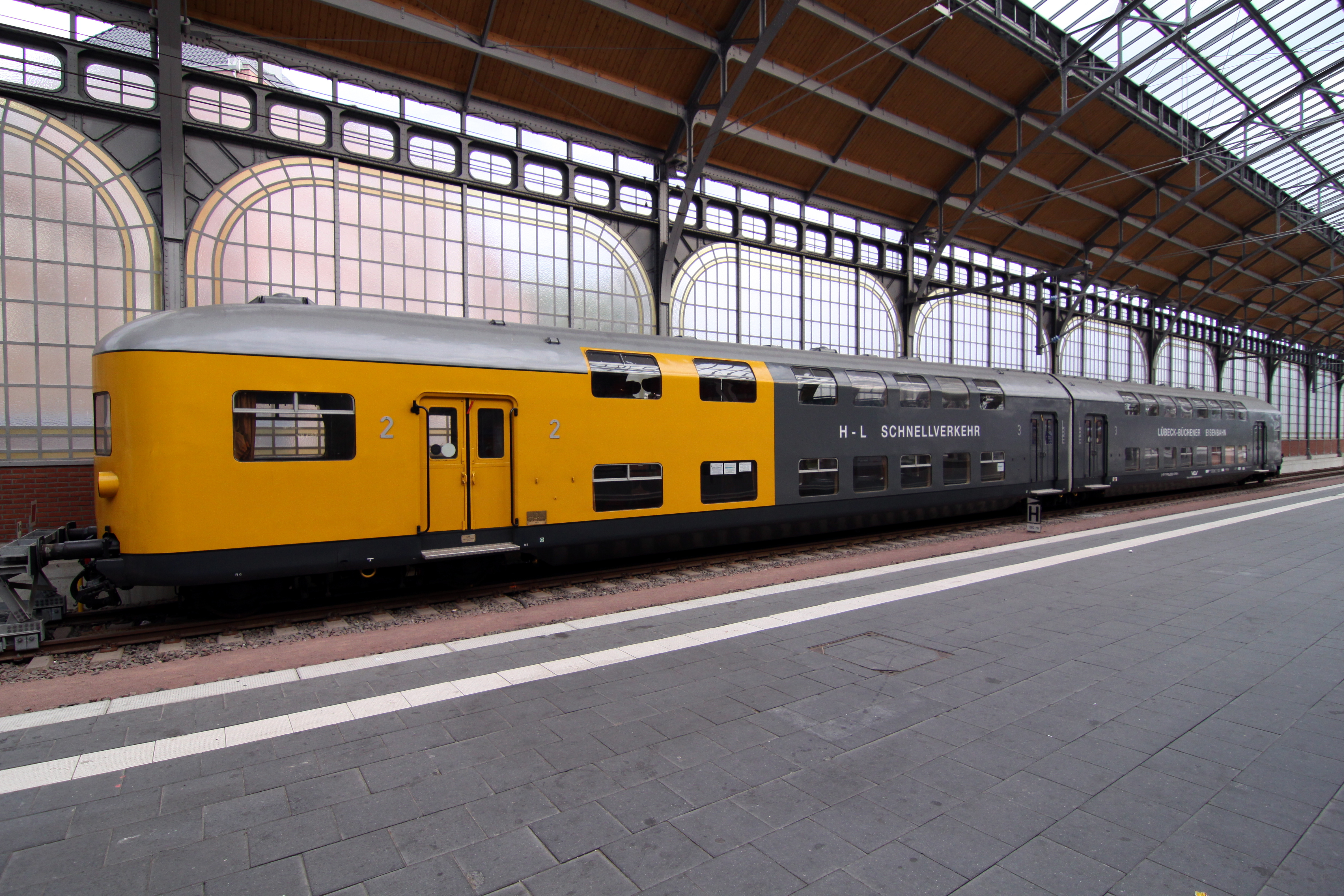
Markante Lackierung bei der ehemaligen Lübeck-Büchener Eisenbahn, zweite Klasse gelb und dritte Klasse grau
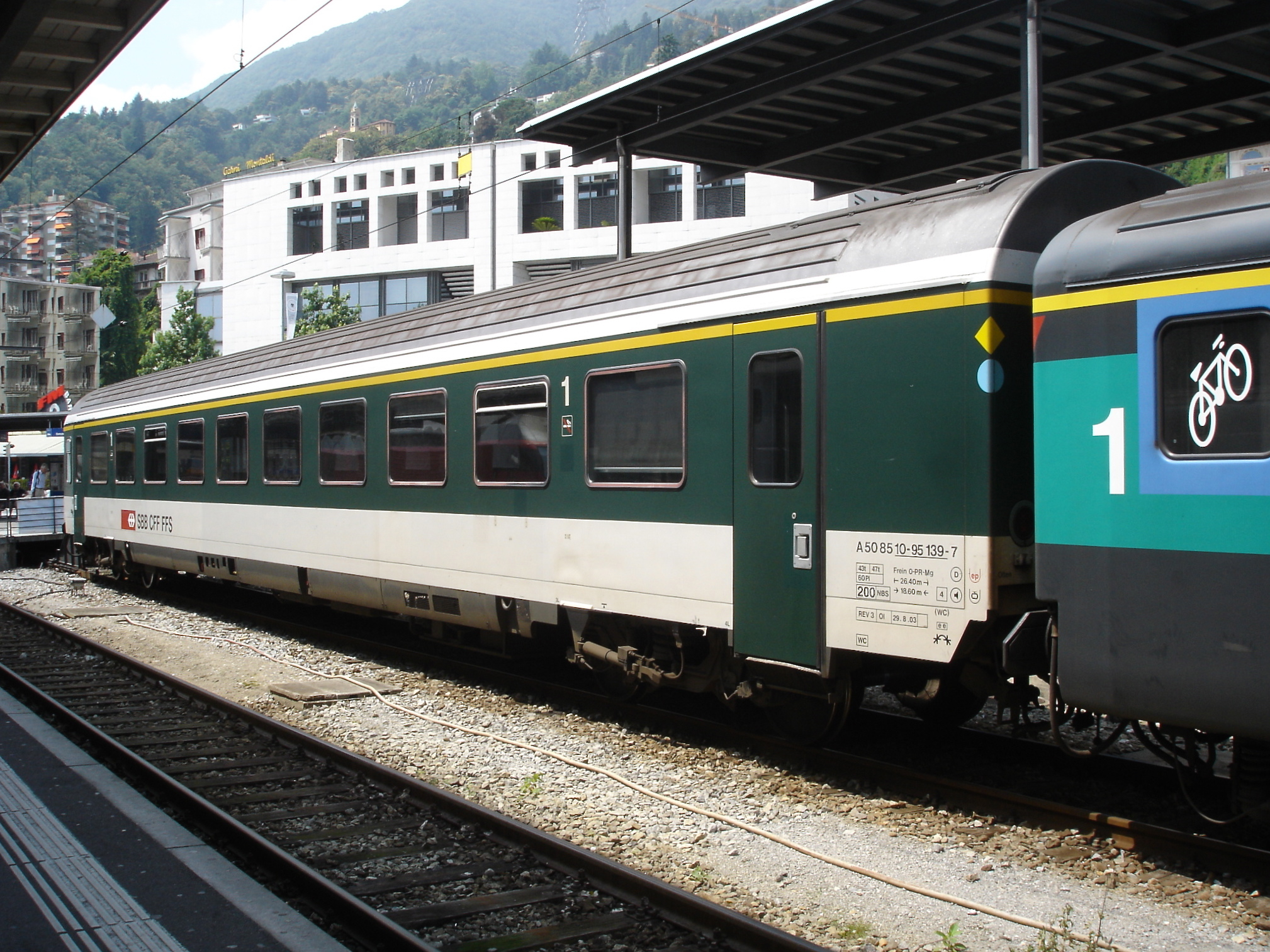
Durchgehender horizontaler gelber Streifen bei einem Einheitswagen IV der SBB vor der Modernisierung
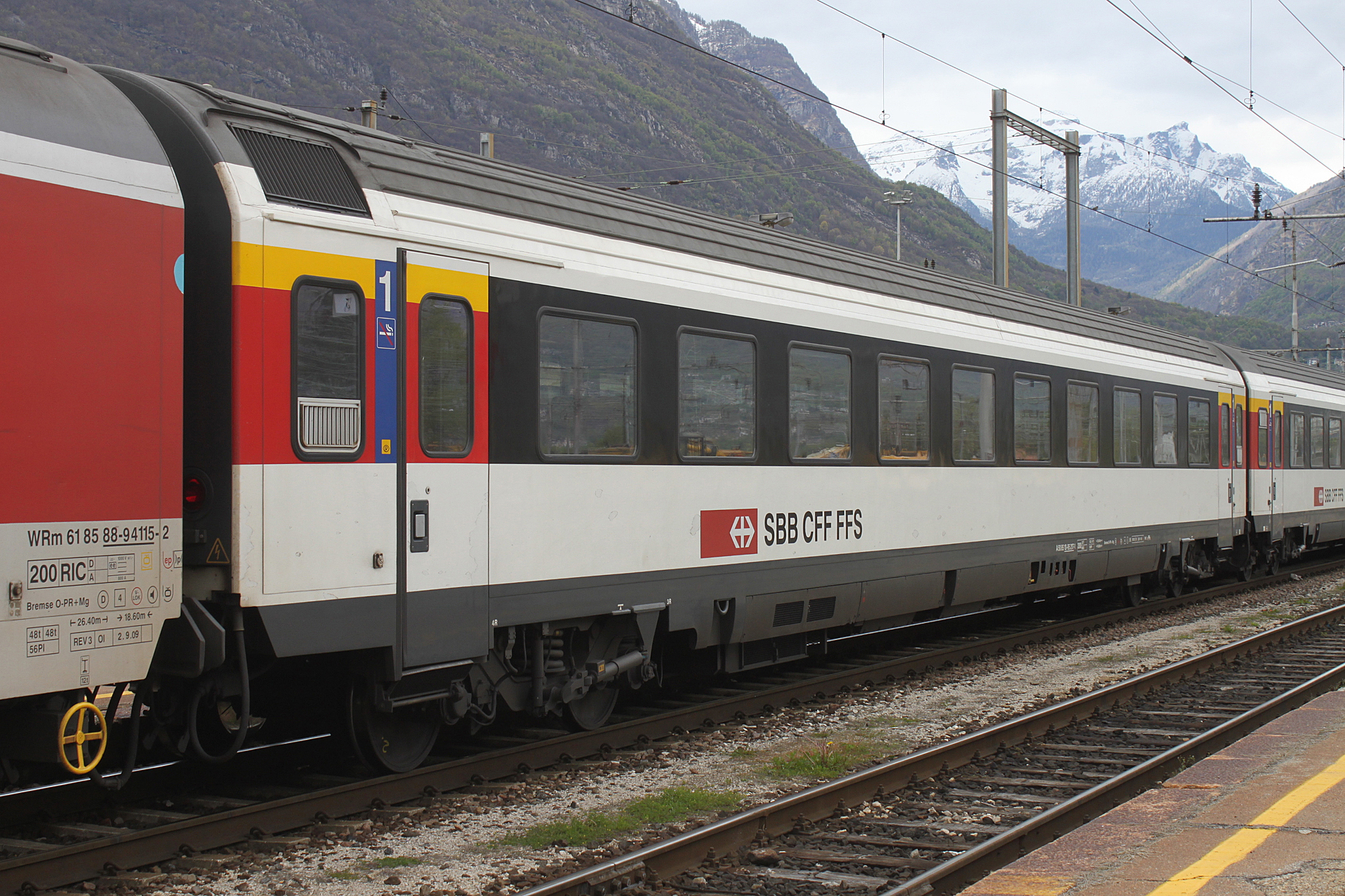
Modifizierte Variante bei einem modernisierten Einheitswagen IV, es ist nur noch der Türbereich selbst markiert
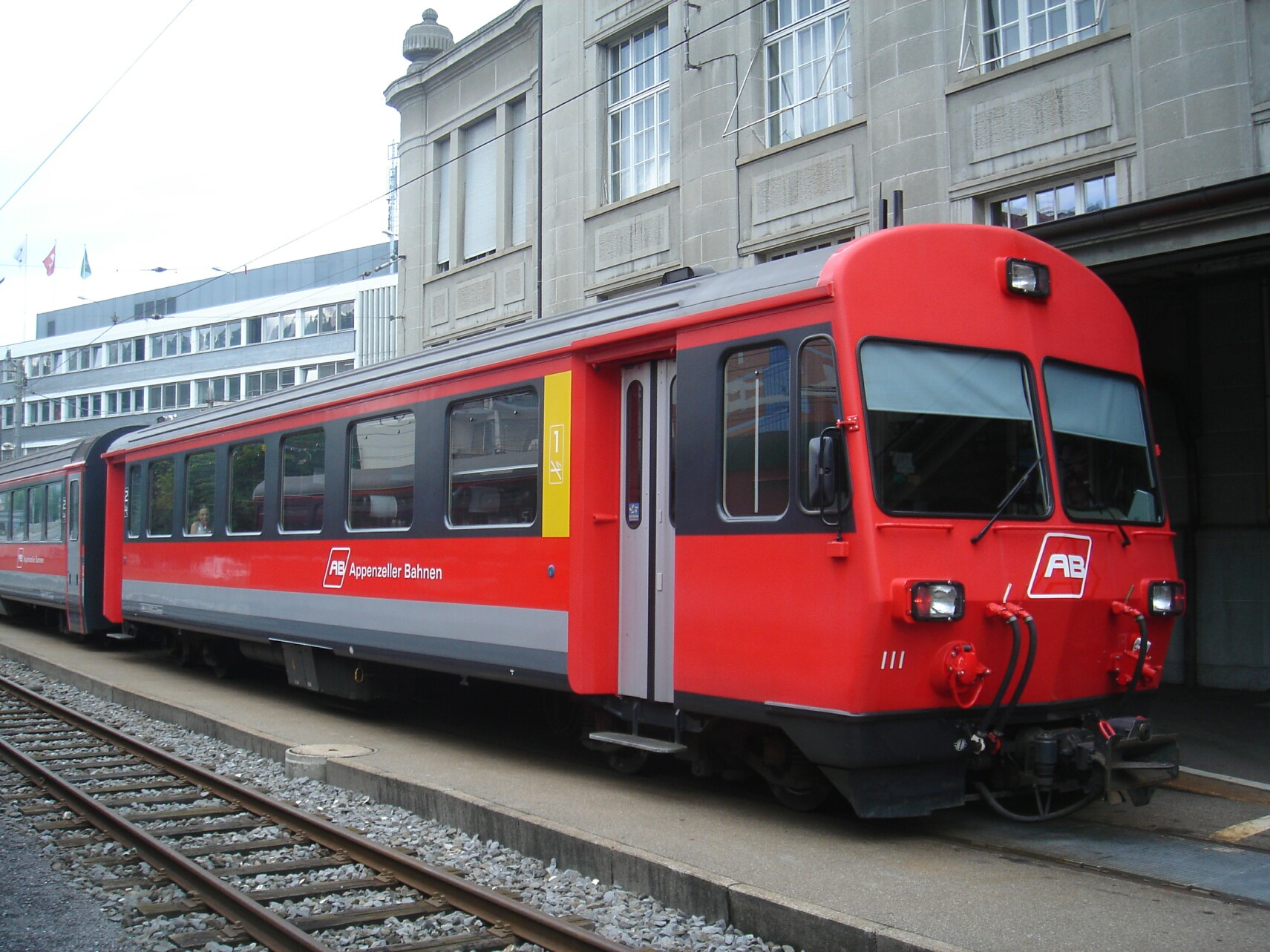
Vertikaler gelber Streifen bei einem Wagen der Appenzeller Bahnen
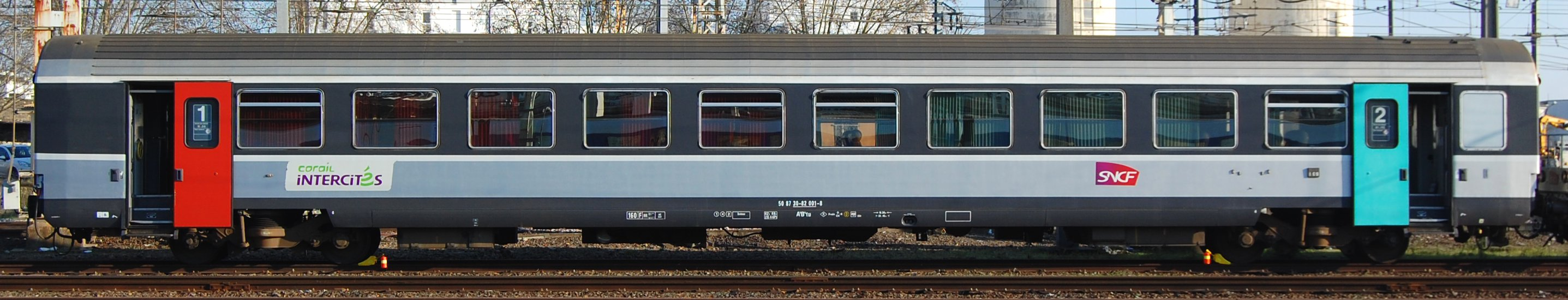
Französischer Corail-Wagen mit einer roten Tür zur ersten und einer türkisen Tür zur zweiten Klasse
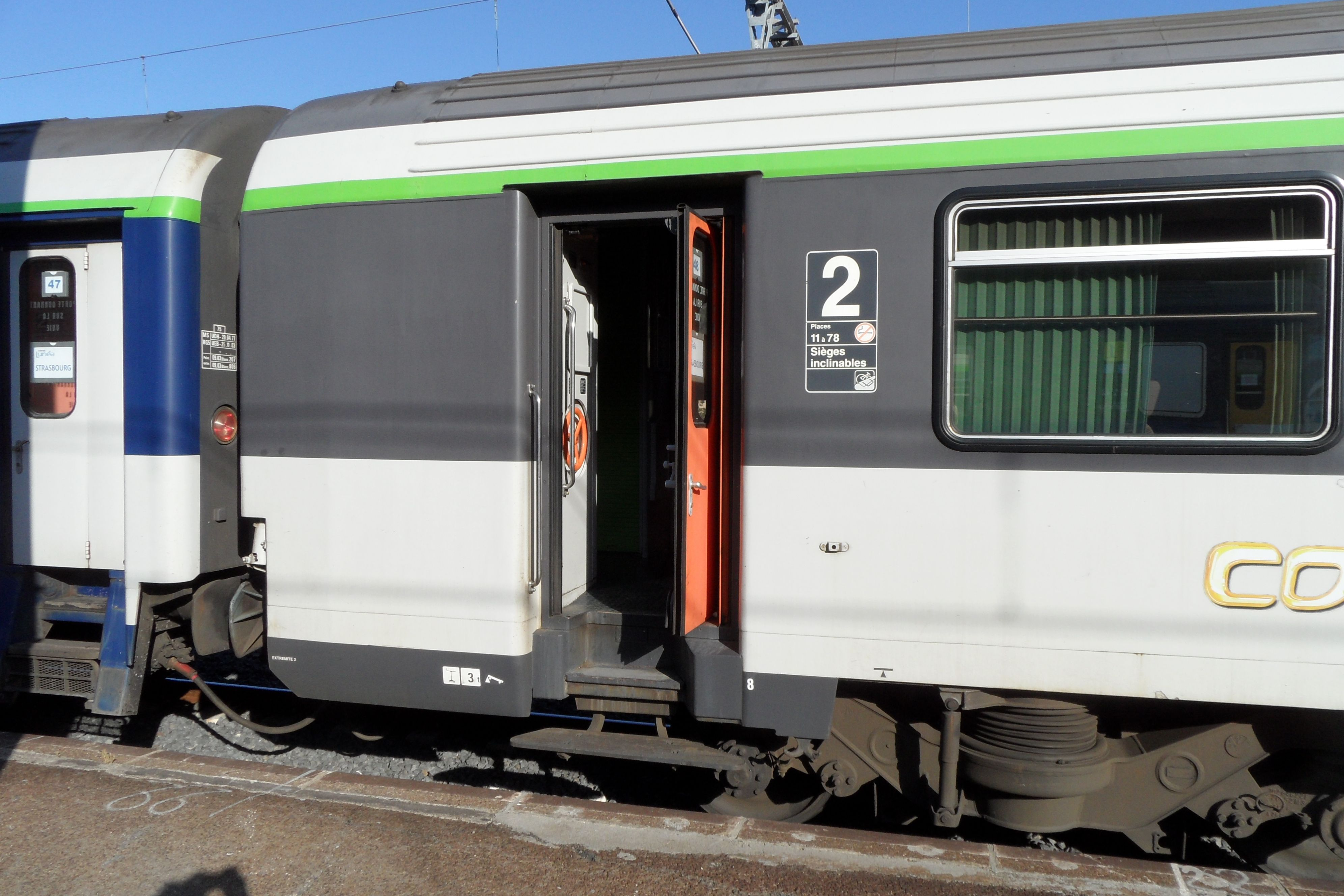
In Frankreich wurde die zweite Klasse früher alternativ mit einem grünen Streifen markiert

## Internationale Abkürzungen
In den rein betrieblich verwendeten Wagengattungszeichen werden folgende Buchstaben verwendet:
- A = 1. Wagenklasse
- B = 2. Wagenklasse
- C = 3. Wagenklasse
- D = 4. Wagenklasse, als diese existierte – heute Symbol für Gepäck- oder (in Verbindung mit A bzw. B) Doppelstockwagen
- WL = Schlafwagen (frz.: Wagon Lit)
- WR = Speisewagen (frz.: Wagon Restaurant)
- WS = Salon-/Sonderwagen
- c = Liegewagen

## Stadtverkehr
Im Stadtverkehr ist die Unterteilung in verschiedene Wagenklassen, abgesehen von S-Bahnen, aufgrund der meist kurzen Reisezeiten weitgehend unbekannt. Dennoch existierten vereinzelt auch zweiklassige U-Bahn-, Straßenbahn-, Oberleitungsbus- und Omnibus-Systeme.
Die Métro Paris beispielsweise schaffte ihre erste Klasse erst zum 1. August 1991 ab. Der mittlere Wagen eines Fünf-Wagen-Zuges hatte hierbei eine andere Farbgebung als der Rest des Zuges und durfte nur mit einer Zuschlagkarte oder mit bestimmten Zeitkarten benutzt werden. Die Inneneinrichtung unterschied sich nicht; der einzige Vorteil bestand in geringerer Überfüllung zu Stoßzeiten. Die Klassenunterscheidung wurde im Interesse einer besseren Raumausnutzung abgeschafft.
Bei der Berliner U-Bahn erfolgte dieser Schritt hingegen schon 1927 und bei der Hamburger U-Bahn sogar schon 1920. Die 1898 eröffnete Wiener Stadtbahn – als Vorläufer der Wiener U-Bahn – schaffte die Klassenunterscheidung im Zuge der Weiterentwicklung zur Wiener Elektrischen Stadtbahn im Jahr 1925 ab. Die Wuppertaler Schwebebahn wiederum – die allerdings noch bis 1943 als Eisenbahn konzessioniert war – gab ihre Unterscheidung nach Wagenklassen 1962 auf. In jüngerer Zeit gewann die Unterscheidung nach Wagenklassen im arabischen Raum eine gewisse Popularität. So bietet beispielsweise die 2009 eröffnete Metro Dubai eine sogenannte Gold-Klasse und eine Economy-Klasse an, zusätzlich existiert ein Frauenabteil, gleiches gilt für die 2014 eröffnete Straßenbahn Dubai. Ebenfalls eine dreigliedrige Aufteilung soll auch die in Bau befindliche U-Bahn Riad aufweisen, wobei eine First Class, eine Family Class und eine Single / Worker Class vorgesehen ist.
Im Straßenbahnbereich bot beispielsweise die 1869 eröffnete Straßenbahn Timișoara zu Pferdebahnzeiten eine erste und eine zweite Klasse an, diese Unterscheidung wurde aber schon 1875 wieder abgeschafft. Gleiches galt für die 1878 eröffnete Straßenbahn Mannheim, die ihre beiden Wagenklassen schon bald nach Eröffnung zugunsten einer Unterteilung in Raucher- und Nichtraucherabteile aufgab. Ferner bot auch die von 1898 bis 1903 verkehrende Überlandstraßenbahn Stansstad–Stans ihren Fahrgästen eine zweite und eine dritte Wagenklasse an. Ebenso hatte die 1912 eröffnete Straßenbahn Dubrovnik in ihren Anfangsjahren eine erste und eine zweite Klasse, getrennt durch eine Zwischenwand. Bei der Straßenbahn Aachen war ein Teil der 1906 für die neue Strecke von Aachen nach Eupen beschafften Triebwagen der Serie 150–173 anfangs zweiklassig. Da die 1.-Klasse-Abteile von den Fahrgästen nicht angenommen wurden, schaffte die AKG sie bereits zum 1. Februar 1907 wieder ab und verwendete die beiden Abteile der Triebwagen als Raucher- und Nichtraucherabteile. Die Straßenbahn Krakau wiederum betrieb noch bis in die 1920er Jahre hinein zweiklassige Triebwagen, wobei die erste Klasse Ledersitze, die zweite Klasse nur Holzsitze hatte.
Die Straßenbahn Bukarest besaß hingegen noch Mitte der 1960er Jahre eine Unterteilung in Wagenklassen, wobei damals eine Teilstrecke in der zweiten Klasse 25 Bani und in der ersten 30 Bani kostete, während für mehrere Teilstrecken 35 bzw. 40 Bani zu entrichten waren. Hierbei galt der Triebwagen als erste Klasse und war mit gepolsterten Sitzen quer zur Fahrtrichtung ausgestattet, während der oder die Beiwagen der zweiten Klasse zugeordnet waren und hölzerne Längssitzbänke aufwiesen. Bei der Straßenbahn Hongkong war es genau umgekehrt. Dort galten die doppelstöckigen Triebwagen als zweite Klasse, während die – mittlerweile wieder abgeschafften – einstöckigen Beiwagen die erste Klasse darstellten.
Im Hamburger Verkehrsverbund (HVV) war für die Benutzung von Schnellbuslinien – auch der damaligen Kleinbuslinien 47, 48 und 49 – eine Zuschlagskarte 1. Klasse/Schnellbus erforderlich, die jetzt nur für Regionalzüge im Verbundgebiet benötigt wird. Die im Schnellbusverkehr eingesetzten Wagen waren dabei früher rosa statt rot lackiert, um bereits von weitem klar erkennbar zu sein.

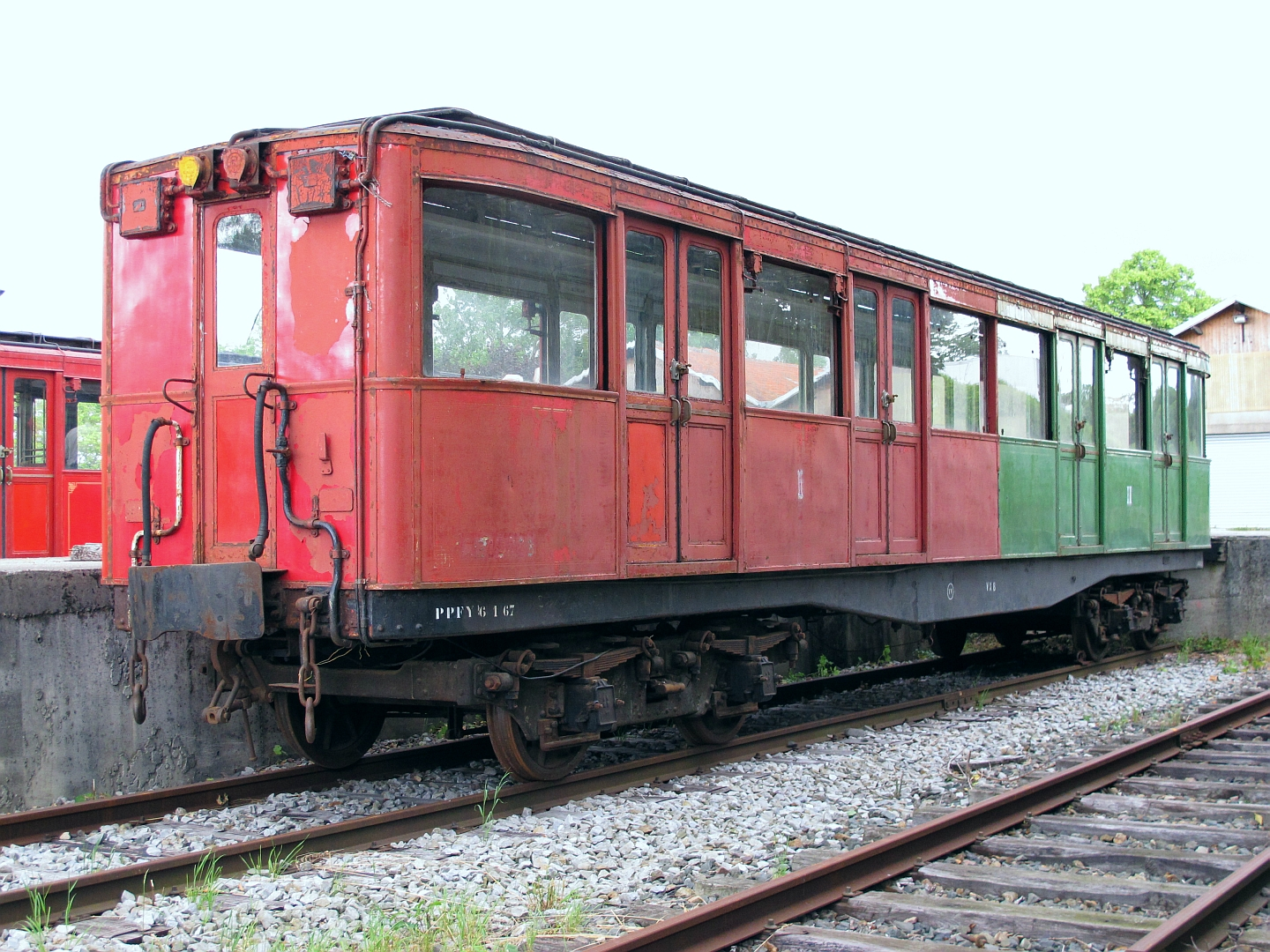
Historischer Wagen der Pariser Metro mit nach Wagenklassen differenzierter Außenlackierung
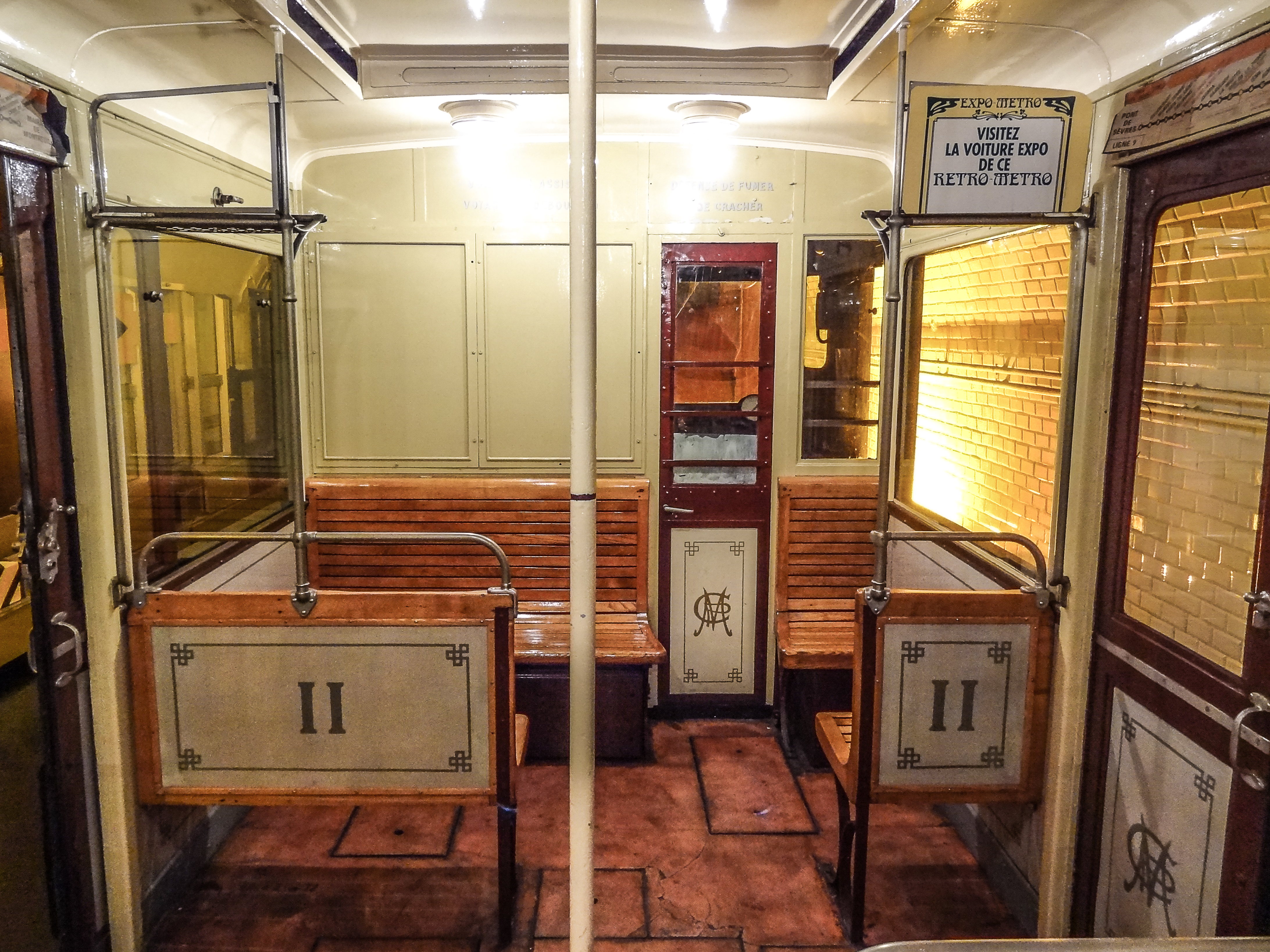
Römische Klassenziffern im Innenraum eines Pariser Metrowagens
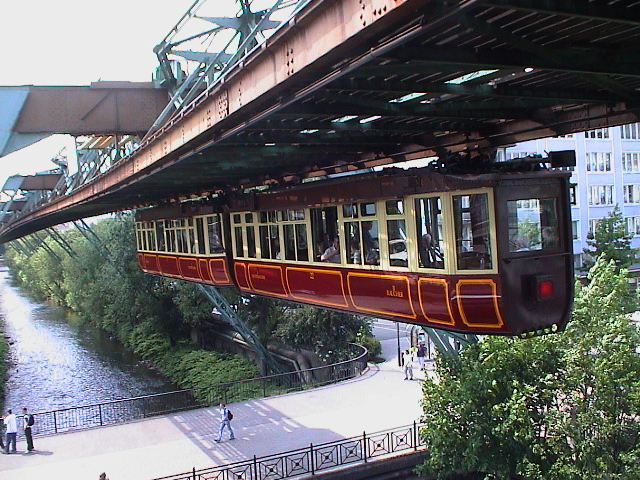
Der historische Kaiserwagen der Wuppertaler Schwebebahn verfügt bis heute über beide Wagenklassen
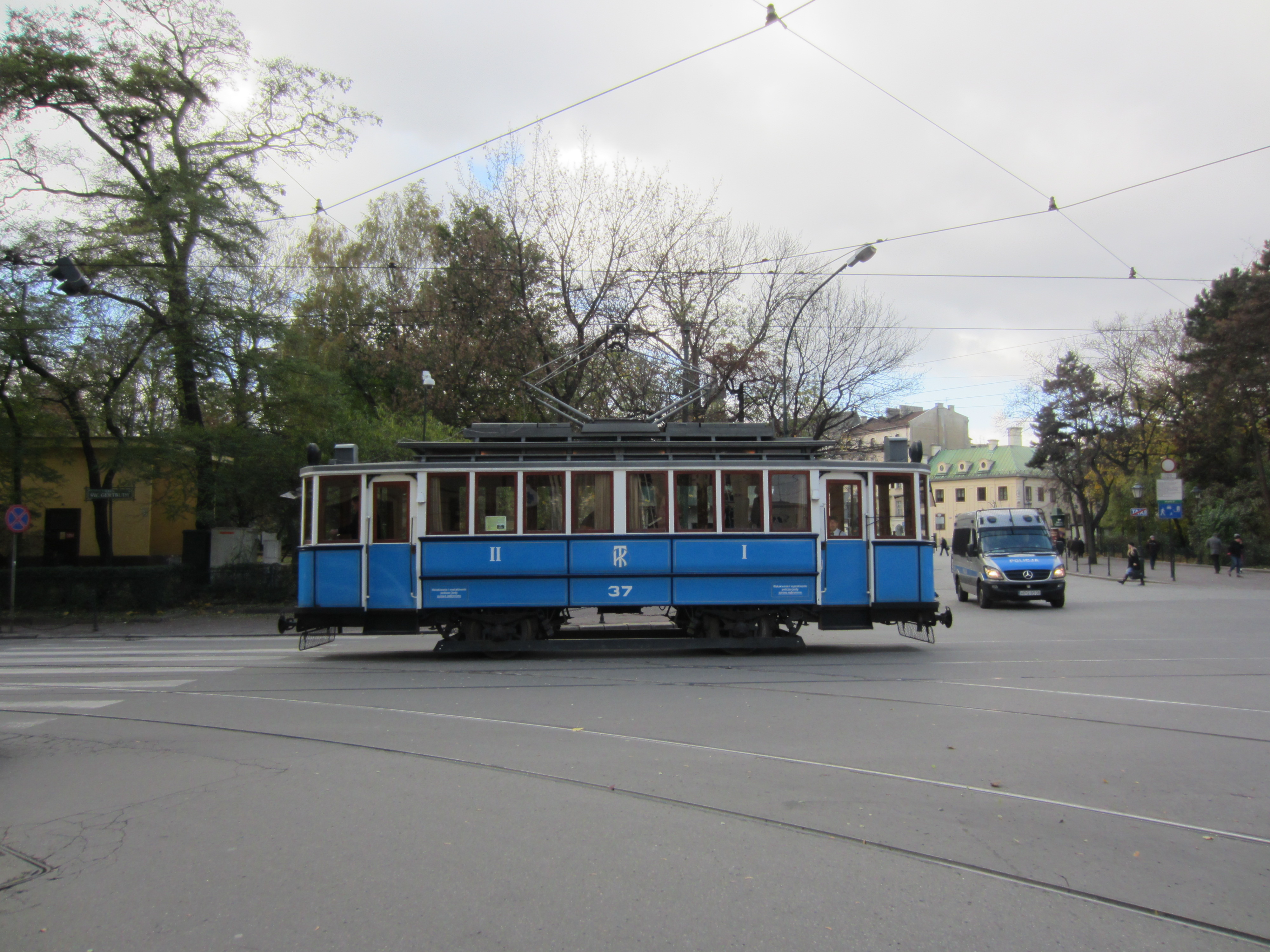
Zweiklassiger Museumswagen der Straßenbahn Krakau
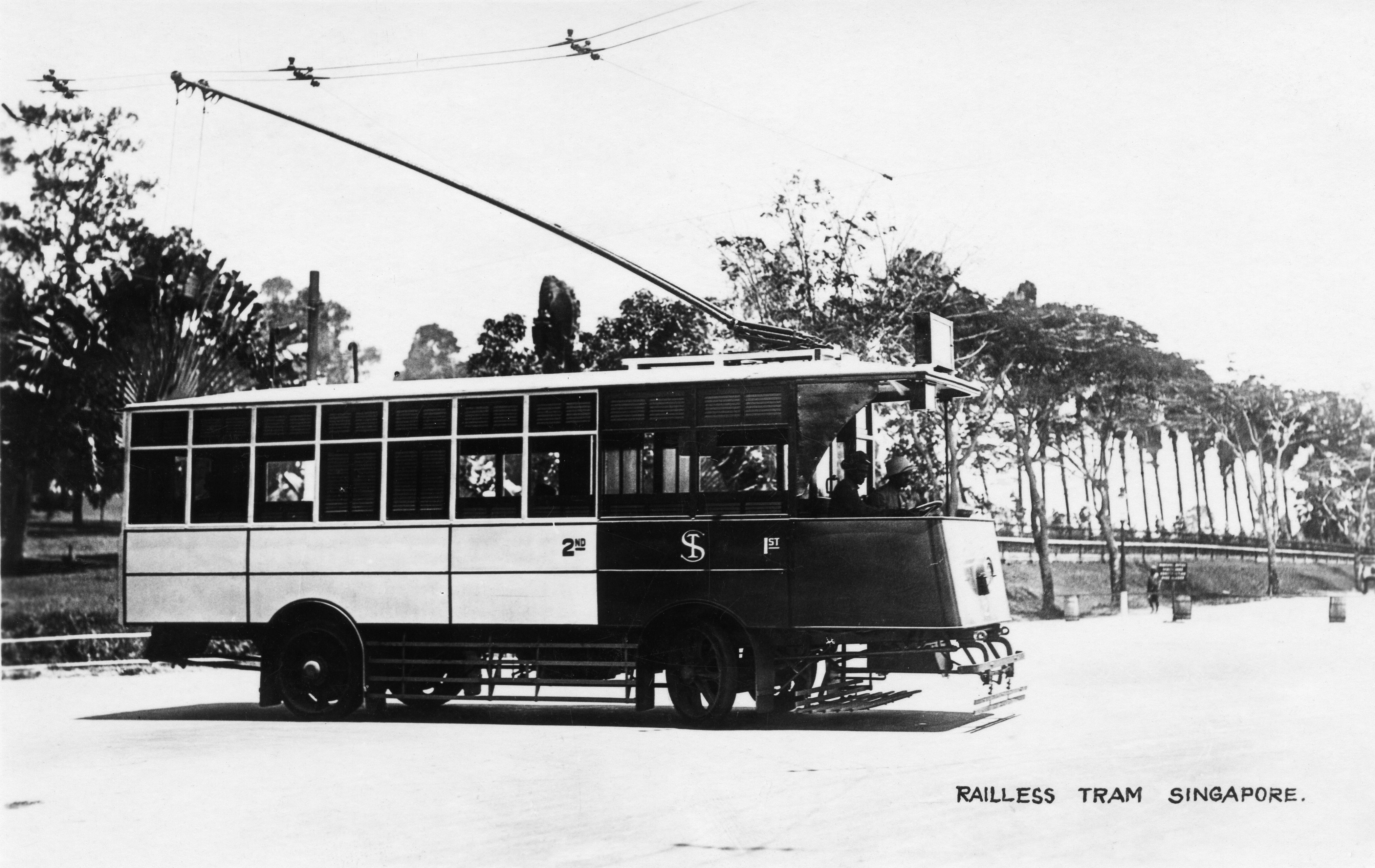
Zweiklassiger und zweifarbig lackierter Oberleitungsbus in Singapur, um 1930
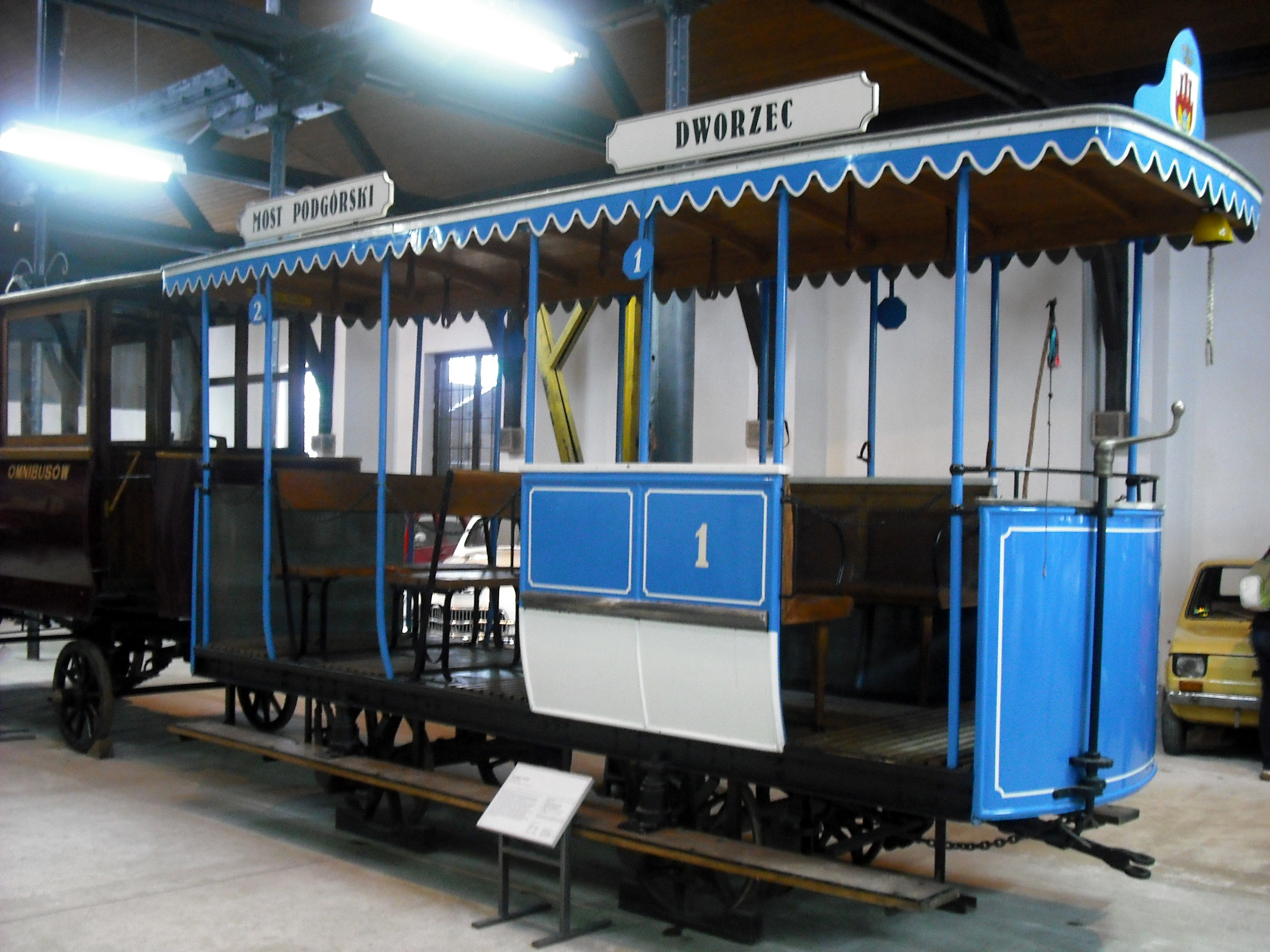
Zweiklassiger Pferdebahnwagen, ebenfalls aus Krakau
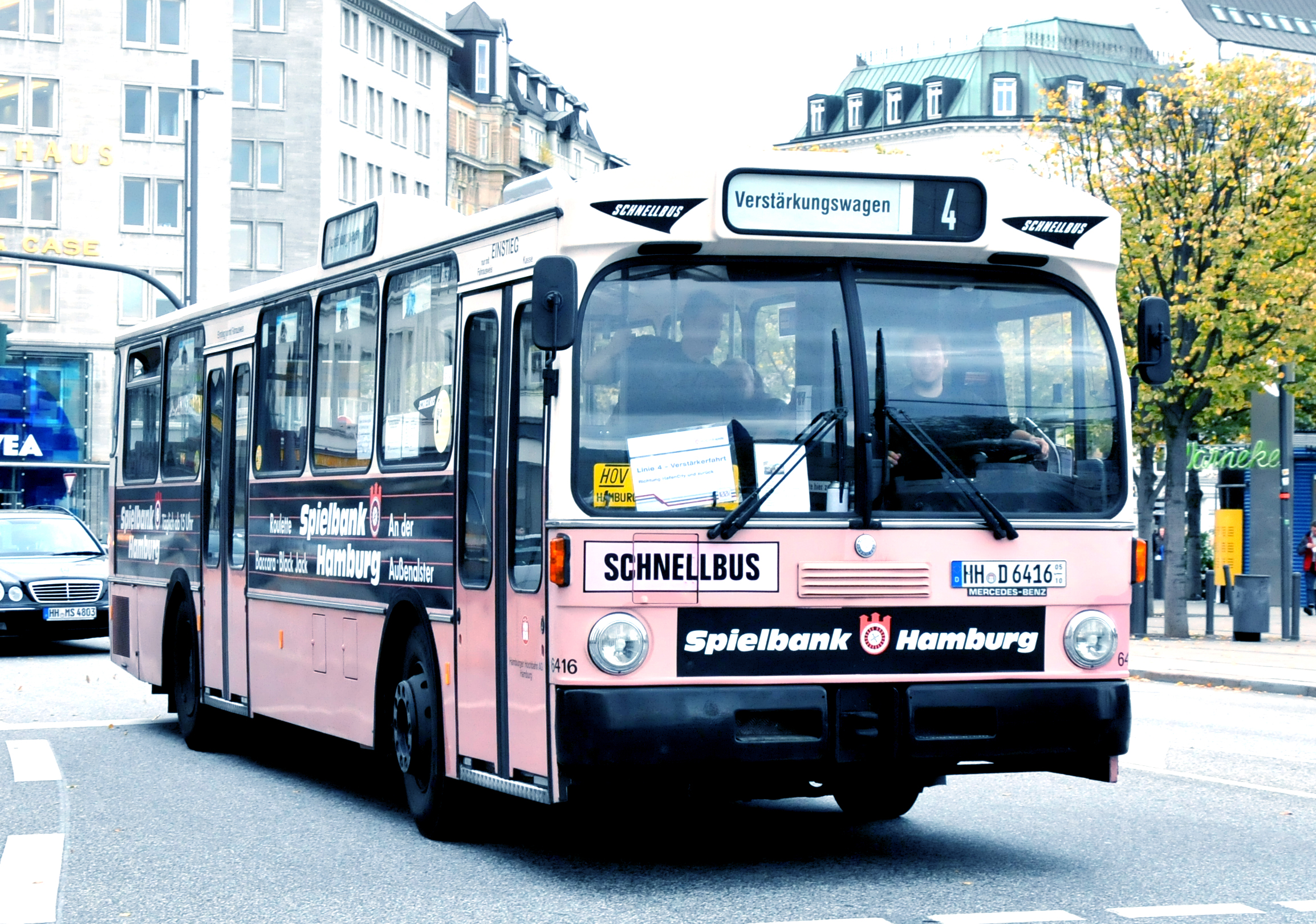
Hamburger Schnellbus mit spezieller Lackierung
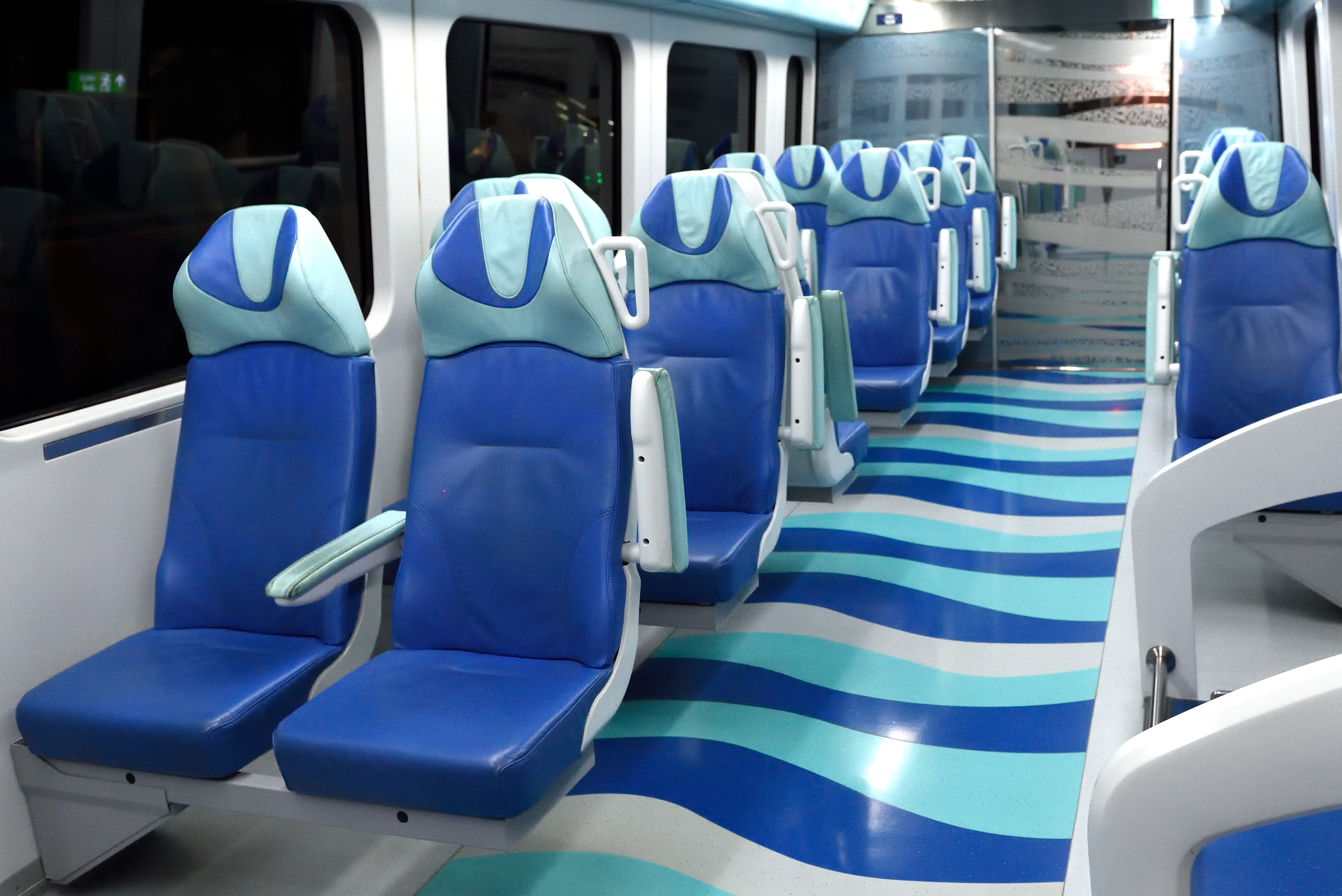
Die Gold-Klasse der Metro Dubai